# Суспільство Чампи

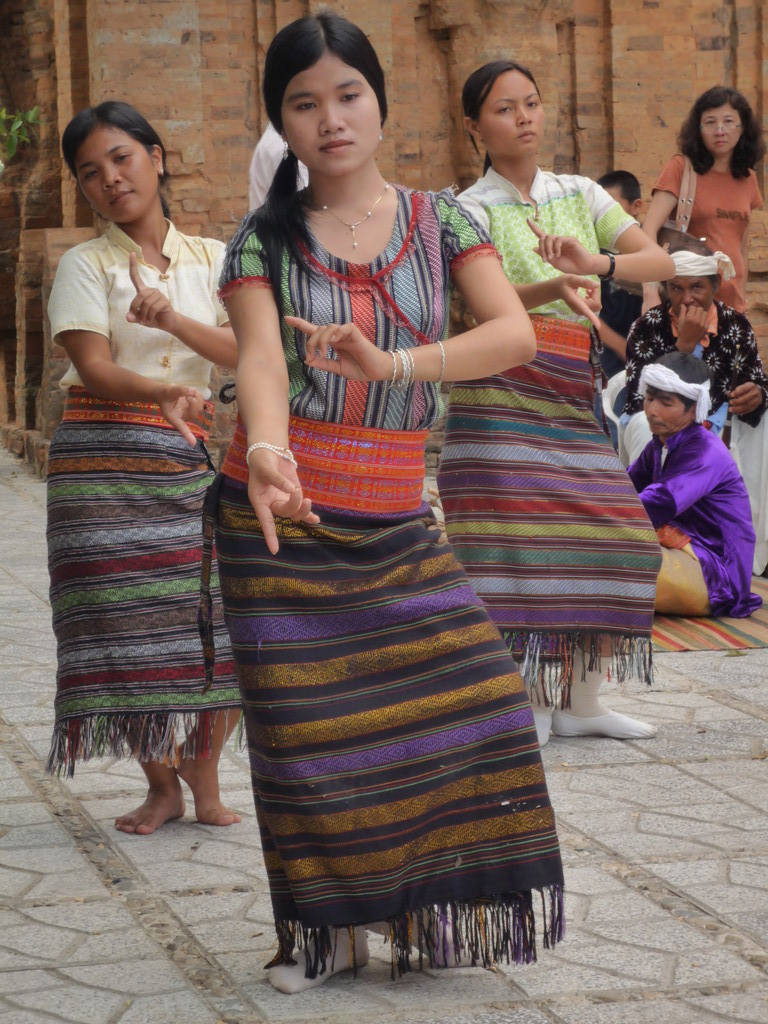
Сучасні чамки — нащадки прадавнього населення Чампи

Суспільство Чампи багато в чому склалося на основі індійської культури, яка інтегрувала в себе звичаї та традиції, які існували тут у більш ранньому періоді. Повсякденне життя давніх чамів було орієнтованим на море, яке справляло сильний вплив на побут та культуру жителів приморських долин. Також велику роль в житті чамів грали прийшлі індійські релігії — індуїзм та в меншій мірі буддизм — які включили в свій великий пантеон богів з місцевих культів та вірувань.
Населення Чампи було досить однорідним, в етнічному відношенні переважали давні чами. Лише на околицях своєї держави чами контактували та частково змішувалися зі своїми сусідами — в'єтами на півночі, кхмерами на півдні та гірськими племенами на заході. Заселивши на початку нашої ери прибережні райони центрального В'єтнаму, до V століття чами зазнали сильного впливу індійської цивілізації, сприйняли індуїзм та індійську писемність. Величезне значення для подальшої історії чамів мав так званий «Марш на південь» — поступова колонізація в'єтами чамських земель, що почався у XI столітті.
У 1471 році в'єти зруйнували чамську столицю Віджайю та захопили більшу частину країни. Деяку автономію зберегли лише два південних чамських царства — Каутхара та Пандуранга. Незважаючи на втрату своєї головної етнічної території та частковий відхід від індуїзму, який був потіснений ісламом, в цілому чами зберегли свою національну самосвідомість та почуття приналежності до колись блискучої культури предків. З чамських написів, що дійшли до наших днів, дуже мало відомо про деталі народного побута, культуру та звичаї простих чамів, головний масив інформації стосується правлячих династій та релігійних питань

## Джерела

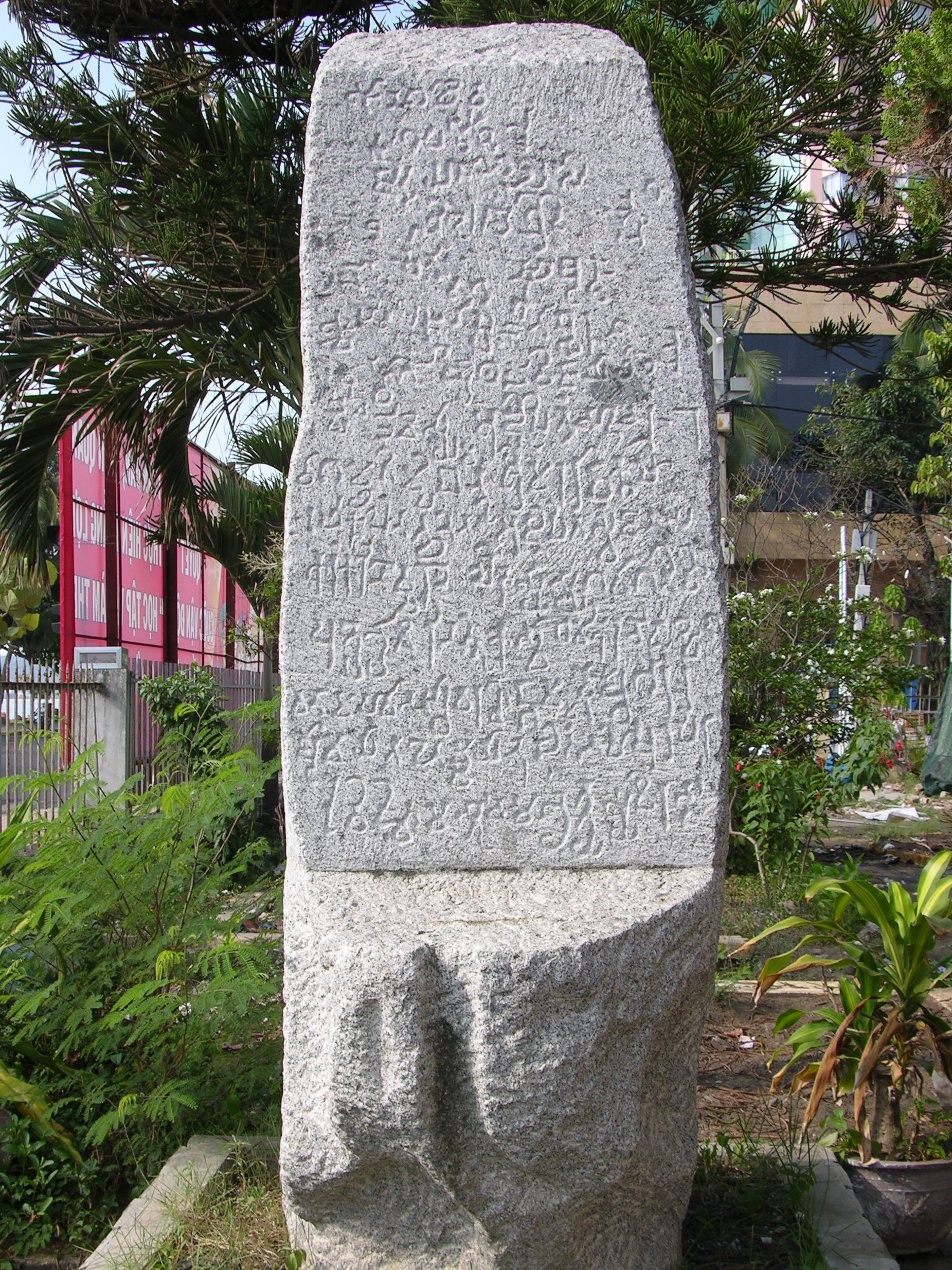
Копія чамської стели з написом на санскриті

## Етногенез та розселення
Стародавні чами були австронезійським народом, який на початку нашої ери заселив приморські долини центрального В'єтнаму та створив там декілька царств. Попередниками чамів на цій території були люди культури Сахюїнь, але наскільки вони вплинули на склад, розселення та культуру ранніх чамів науці невідомо. Етногенез чамів до кінця не вивчений, ймовірно, вони прибули на узбережжя В'єтнаму морем з островів Малайського архіпелагу (мова сучасних чамів близька до малайської та ачехської мов, але має багато запозичень з санскриту). Сучасні вчені-етнографи схиляються до того, що батьківщиною перших хвиль чамських переселенців було північно-західне узбережжя острова Калімантан (тому предків стародавніх чамів відносять до «протомалайців» або «протоіндонезійців»).
Заселяючи приморські території, стародавні чами відтісняли та частково асимілювали автохтонні племена, які жили у центральному В'єтнамі. Сьогодні ці народності, зосереджені на плато Тейнгуєн, відомі під назвою гірських чамів та близьких до них тхионгів. Фактично, це гірські кхмери мон-кхмерської мовної сім'ї, які у різному ступені сприйняли культуру чамів або чамські мови. До народів, які найбільше зазнали чамського впливу, етнографи відносять раглай та тюру, а також зярай та еде, частково — мнонгів.
В результаті чами заселили протяжну приморську територію, яка на півночі впритул наближалася до дельти Червоної річки, на заході була обмежена Аннамськими горами, а на півдні — дельтою Меконга. У північній частині центрального В'єтнаму чами заселили князівство Ліньї, яке поступово увійшло до складу Чампи. Крім того, чами складали значну частину населення кхмерського царства Фунань, яке обіймало дельту Меконгу та землі навколо озера Тонлесап. Тривалий час на узбережжя Чампи прибували нові хвилі переселенців, родинні давнім чамам і тому швидко асимільовані ними. Це були переважно австронезійці з півострова Малакка, з островів Суматра, Ява та Калімантан, у значно меншій мірі — австронезійці з Філіппінських островів та Тайваню.|комм.}}.

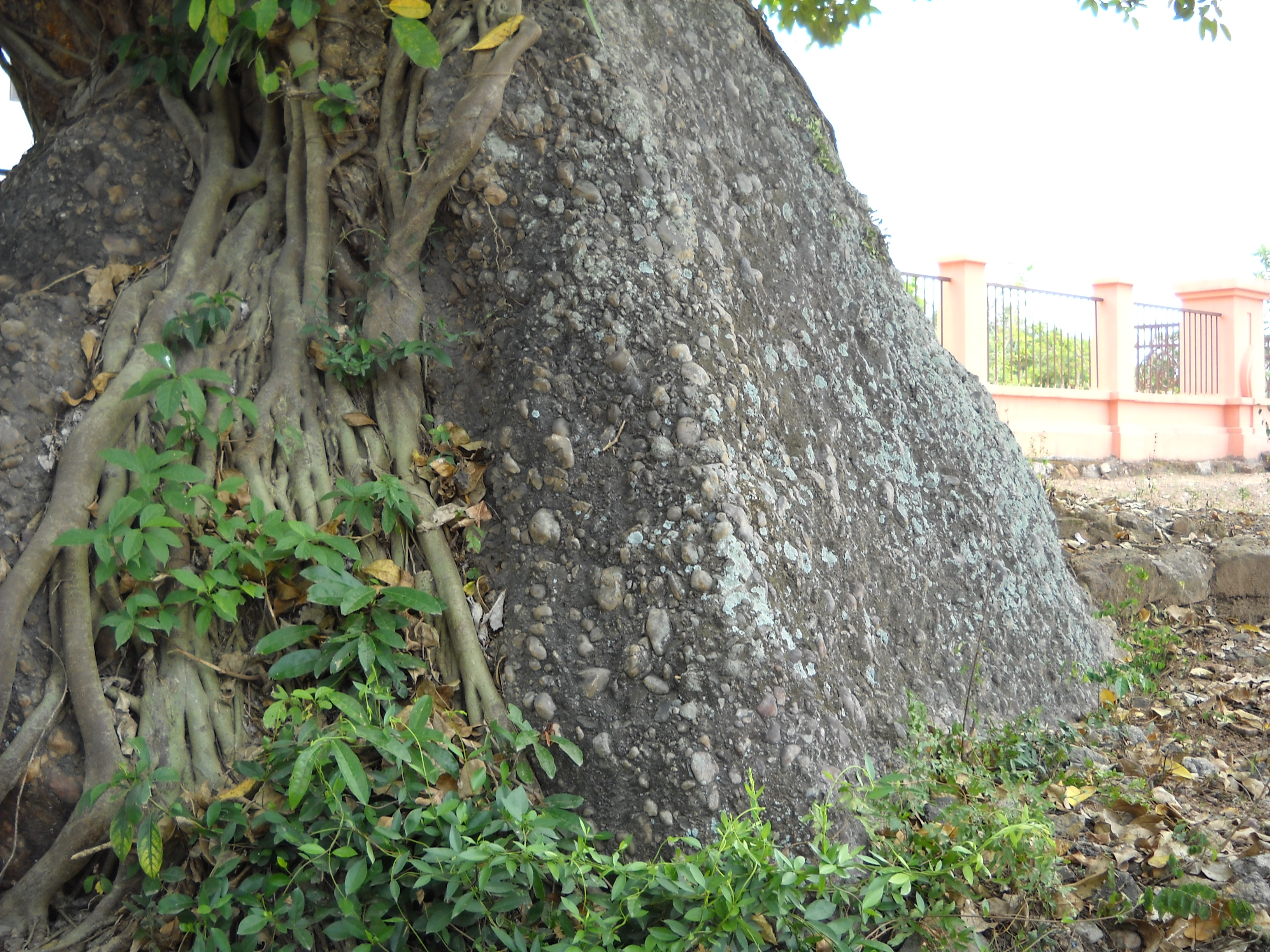
Залишки фортечних стін Сімхапури у Чак'єу

Перші державні утворення чамів виникли навколо міста Сімхапура, яке слугувало столицею князівства Ліньї (територія між сучасними провінціями Куангбінь та Куангнам). З другої половини IX століття центром Чампи була Індрапура (нинішня провінція Куангнам), з середини XI століття — Каутхара (Кханьхоа) та Пандуранга (Ніньтхуан), з середини XII століття — Віджайя (Біньдінь). З початком правління Індрапурської династії (875 рік) у джерелах з'являється і топоним «Чампа» («земля чамів»). Тоді чамська територія охоплювала землі від Куангбіня на півночі до Ніньтхуана на півдні.
З другої чверті XI століття починається поступова колонізація північних чамських земель в'єтами, які просувалися з долини Червоної річки. У 1145 році Чампу ненадовго завоював кхмерський цар Сур'яварман II, у 1190 році — кхмерський цар Джаяварман VII. У цей період чами зазнали сильного культурного впливу кхмерів, яке тривало до середини XIII століття.
У другій половині XIV століття Чампа переживала період розквіту, її війська тричі захоплювали Тханглонг та господарювали у дельті Червоної річки. Чами настільки активно селилися на землях в'єтів, що у 1374 році імператор видав указ, який заборонив розмовляти на чамській мові у межах Дайв'єту. Однак уже на початку XV століття в'єти відновили захоплення та заселення чамських земель. У 1446 році в'єти зруйнували чамську столицю Віджайю, а у 1471 році остаточно стерли її з лиця землі і назавжди підкорили центральну Чампу. Залишки чамської державності збереглися лише на південь від мису Кега. Напівавтономні царства Каутхара та Пандуранга мали тісні зв'язки з Малаккським султанатом, завдяки чому серед чамів почав розповсюджуватися іслам.
У 1499 році імператор Дайв'єта видає указ, яким забороняє усім в'єтам, від князя до простолюдина, одружуватися з чамськими жінками. У 1509 році в'єти влаштовують різанину чамів, які проживали у околицях столиці Дайв'єта та нібито причетних до якоїсь «змови». Таким чином була винищена великая чамська громада, яка проживала у дельті Червоної річки.

### Марш на південь
Між чамами та в'єтами здавна існували прикордонні суперечки, які нерідко переростали у збройні конфлікти. Близько 1025 року почався так званий «Марш на південь» — тривалий спланований процес в'єтської колонізації чамських земель, що проводився як силовими, так і дипломатичними методами. В'єти стали захоплювати чамські землі та заселяти їх колоністами з перенаселеної долини Червоної річки. Прибережні долини, що раніше знаходилися під контролем чамів, були населені менш щільно, ніж в'єтські землі, і в'єтські переселенці швидко ставали домінуючим елементом у нових областях.
Просування в'єтів йшло уздовж рівнин узбережжя, вони не заглиблювалися у джунглі гірських районів, населених «дикунами» (мой). Захоплені області та царства ставали провінціями Дайв'єта, а їх чамське населення — національною меншиною. Мирна колонізація супроводжувалася поступовою мовною та релігійною асиміляцією чамів, прийняттям ними в'єтських соціальних інститутів. У 1036 році в'єти заснували свій табір у нинішній провінції Нгеан, поклавши таким чином початок колонізації південних земель. До середини XI століття в'єти зайняли землі нинішньої провінції Хатінь, у 1069 році вони анексували три північних округи Чампи (територію нинішніх провінцій Куангбінь та Куангчі). У 1075 році імператор Дайв'єта видає указ із закликом колонізувати придбані землі, а у 1103 році чами ненадовго відбивають спірні округи. У другій половині XII століття межа між чамами та в'єтами встановилася у районі перевалу Хайван.
На початку XIV століття чамський цар Джайя Сімхаварман III одружився з в'єтською принцесою, натомість віддавши в'єтам два округи, що лежали на північ від перевалу Хайван (південь нинішньої провінції Куангчі та північ провінції Тхиатхьєн-Хюе). Незабаром цар помер, принцеса втекла з Чампи, а спірні землі надовго стали предметом розбрату між чамами та в'єтами. У 1402 році під загрозою масованого вторгнення чамський цар віддає в'єтам північну частину нинішньої провінції Куангнам. Однак в'єти не зупиняються на досягнутому, вони направляють поток переселенців у південну частину Куангнама, а також захоплюють північну частину нинішньої провінції Куангнгай. На чолі місцевого населення в'єти ставили чамських князів, які перейшли на бік переможців, а незадоволених чамських селян вгамовували податковими послабленнями та роздачею землі. Лише чергова китайська окупація Дайв'єта (1407—1427) ненадовго призупинила просування в'єтів на південь. Заселення та асиміляція чамських земель були настільки успішними, що коли у 1433 році чами виступили у похід на Дайв'єт, мешканці Куангнама билися вже на боці в'єтського імператора.
У 1471 році в'єти зруйнували чамську столицюу Віджайю та розділили колишнє чамське царство між своїми мандаринами. У нових провінціях Дайв'єта відкрилися школи, у яких чамів вчили в'єтнамській мові, для освоєння нових земель влада направляла потоки в'єтських переселенців. Велика частина чамів, які потрапили під владу Дайв'єта, з часом була асимільована, незначна частина переселилася у чамські царства Каутхара та Пандуранга, які зберігали деяку автономію.

### Урбанізація

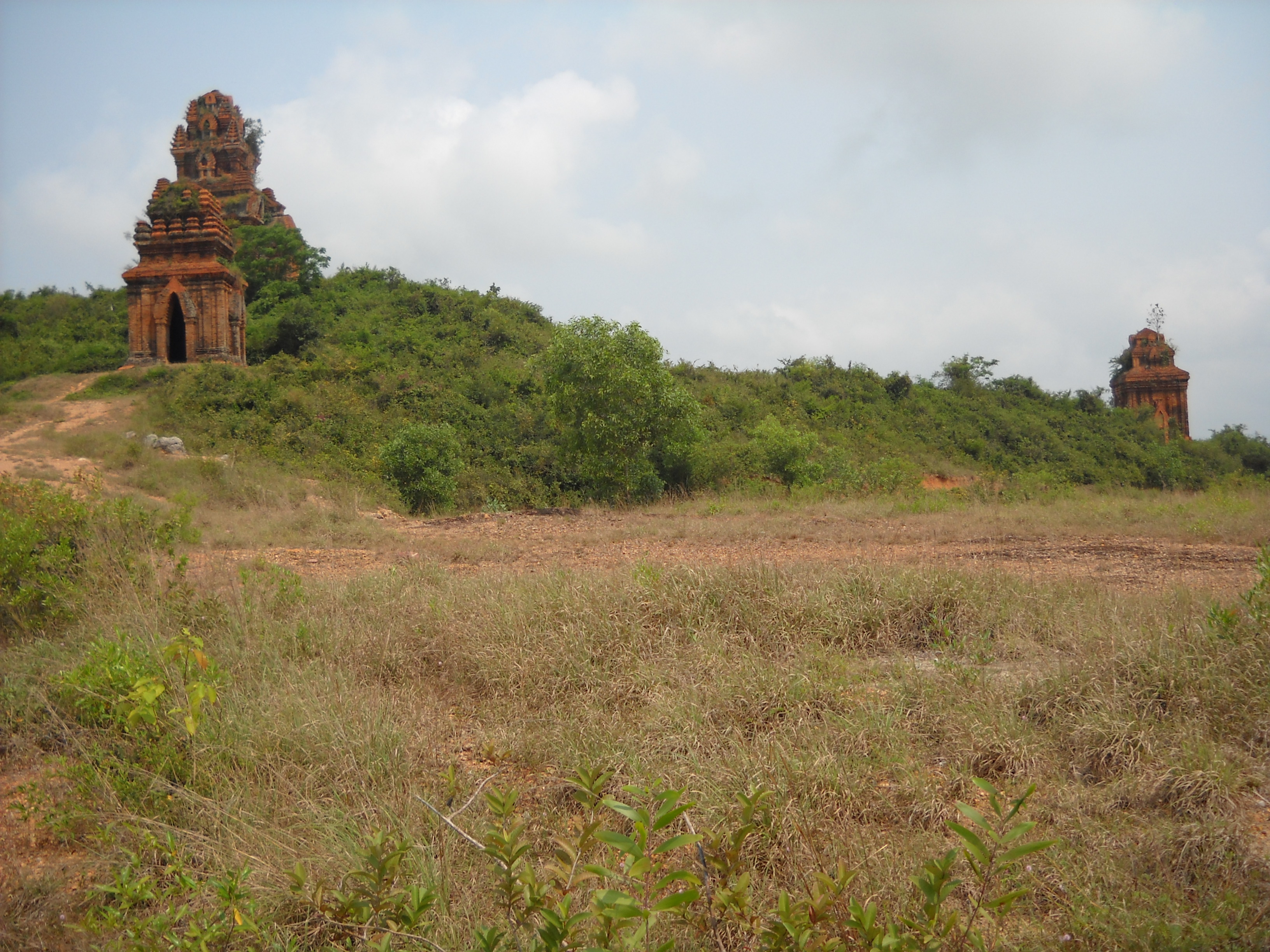
Чамські вежі та залишки міста у повіті Туіфиок провінції Біньдінь

Чампа була міською цивілізацією. Звичайне чамське місто являло собою фортецю з укріпленою резиденцією місцевого царя або князя. Як правило, міста розташовувалися у гирлах річок недалеко від морського узбережжя, що дозволяло їм вести жваву торгівлю, але в той же час відбивати часті напади з боку моря. У різні періоди великими містами Чампи були Вішнупура (Куангчі), Сімхапура та Індрапура (Куангнам), Віджайя (Біньдінь), Каутхара (Кханьхоа), Пандуранга, Вірапура та Раджапура (Ніньтхуан), а також Кандарпапура та Грамапура (їх точне місцезнаходження невідоме). Міста служили центрами різних кланів, які або підтримували правлячу династію, або самі прагнули захопити трон Чампи.
Довгий час столицею країни служило місто, з якого походила правляча династія. Зміна правлячої династії приводила і до зміни столиці, але столичне місто все одно продовжувало називатися Чампапура («Город Чампи»). Лише Віджайя у XII—XV століттях слугувала постійною столицею Чампи, владу у якій захоплювали різні династії (як місцеві, так і регіональні).

## Соціальна ієрархія
Хоча політична модель Чампи багато в чому запозичена з Індії, соціальна система зберігала численні відмінності. Чамське суспільство не знало кастової системи у її індійському трактуванні, у Чампі брахмани не ставилися вище царів, а на чолі країни стояли тісно переплетені між собою світська та духовна влада.

Відповідно до чамських написів, на вершині соціальної ієрархії знаходилися брахмани (жерці) та кшатрії (царі та князі окремих чамських родів). Серед жерців виділялися царський брахман (пурохіта), який був наближеним радником монарха, та обрані брахмани, які складали генеалогії царських династій. Усі брахмани знаходилися під особливим захистом, їх життя цінувалося вище життя інших людей. Шлюб жінки з варни кшатріїв з брахманом помітно підвищував статус родини нареченої, однак про шлюби жінок з числа брахманів з кшатріями у написах не говориться. Статус брахмана у Чампі не був вище царського, але союз з брахманським сімейством був дуже престижним. Таким чином, на відміну від Індії, ієрархічна система Чампи дозволяла шлюби між брахманами та жінками з царських родів. 
Серед кшатріїв та нижчих станів незаперечний авторитет мав цар, який втілював образ бога на землі (найчастіше Шиви, іноді — Індри). Соціальна ієрархія Чампи була переважно спадковою. У спадщину передавалися як положення у царському роді, так і ранг або посада у придворних чиновників. Нерідко ці ієрархії перетиналися, оскільки багато вищих чиновників належали до царської родини або були у родинних стосунках з впливовими жрецькими родами.
У чамських написах нічого не говориться про простий народ, тому сучасним історикам мало що відомо про вільних селян або ремісників. Однак у написах згадуються храмові раби, до яких належали як військовополонені, так і жителі навколишніх сіл, які слугували при храмах. Проте, конкретна місцевість мала важливе значення для претендента на царську владу, адже коли він посилався на свою приналежність до правлячої династії, то повинен був згадати про своє походження з певного села (грама) або міста (пура). Згадка місця народження вказувала на корінне походження, що дозволяло претендувати на якісь владні повноваження. Крім того, здійснення поховальних обрядів на честь найближчих предків або міфічних засновників роду пов'язувало людину з конкретним місцем. Кожен мешканець Чампи асоціювався перш за все через географічний зв'язок («такий-то з села такого-то»), і лише потім через родинний («такий-то, син такого-то»).
Окрім храмового у Чампі існувало і боргове рабство. Будь-який бідняк, який не міг забезпечити свою родину, мав можливість для розплати з боргами продати у рабство когось із членів родини або самого себе. Другою категорією рабів були злочинці, засуджені до важких робіт на користь держави. Але найчисленнішою категорією рабів продовжували залишатися військовополонені, поневолені під час частих грабіжницьких походів у сусідні з Чампою країни (в'єти, кхмери, лао та горці).

## Повсякденна культура
Стародавні чами жили у ізольованих приморських долинах і були орієнтовані на море, вони здавна славилися як вправні мореплавці, торговці та рибалки. Але також вони контактували зі своїми західними та південними сусідами, відправляючи торгові каравани через гірські перевали у землі лао, кхмерів, монів та тайців. На півночі чами, які самі сприйняли канони індійської культури, історично зазнавали впливу також і китайської цивілізації. Прояви чамської культури, що дійшли до нас, переважно належали жерцям та царському двору (створювалися за їх замовленнями та згідно їхнім смакам), фольклор становить лише невелику її частину.
Тямське суспільство було сильно прив'язане до рідних місць, а вже потім до родини. Саме тому у чамській релігії велике місце займали боги землі. Чами завжди були тісно пов'язані з родовими кладовищами та кутами (могилами предків), у них завжди значну роль грали свята, присвячені родовому храму, селу та предкам.
Освіту у Чампі отримувала лише еліта суспільства. Принців царської крові виховували особисті наставники, які навчали їх мистецтву правління відповідно до дгарми. Крім того, юнаки вивчали індійські філософські та релігійні трактати, займалися стрільбою з лука та верховою їздою. За винятком настанов царським дітям, жодних інших свідчень про освіту у чамських текстах немає.

### Календар і свята
Повсякденний ритм життя чамів визначався порами року, місячними циклами та зборами врожаю. Царі застосовували літочислення, в якому велику роль відігравал релігія. Чами використовували давньоіндійський календар, запозичили індійську астрономію та систему місячних місяців, але абсолютно не знали поділу на тижні. У Чампі існували численні ефемеріди, за якими царські жерці, астрологи та прості брахмани визначали сприятливі дні для установи храмів, сходження на престол, проведення свят, весіль та похоронів. Збережені до наших днів чамські ефемеріди віддалено нагадують сучасні гороскопи.
Цифри років у текстах на санскриті часто передавалися символічними словами. Робилось це для того, щоб такий запис дати легше було вставити у віршований текст, дотримуючись законів метрики. Наприклад, слова, що позначають порожнечу (повітря, небо і т. д.), позначали також нуль; слова, що позначають одиничні речі (землю, місяць і т. д.) — одиницю; що позначають парні речі (очі, вуха і т. д.) — двійку. У підсумку, виходив запис на зраков «рік пальців (10), смаків (6) та очей (2)», що означало «1062 рік шака» (1140 рік н. е.), або «рік планет (9), гір (7) та очей (2)», що означало «972 рік шака» (1050 рік н. е.). Таким чином, будь-який рік чами записували або цифрами (переважно у написах на чамському, які завжди писалися прозою), або символічними словами, що позначають цифри (у віршах на санскриті).
Селяни вимірювали місяці змінами фаз місяця, а рік — змінами пір року. У текстах на санскриті вживаються індійські назви місяців, у текстах на чамській мові дні та місяці позначаються порядковими номерами (за винятком двох останніх місяців, які мали назви). У санскритських написах Чампи зустрічаються наступні місяці — чайтра або тапасья, вайшакха, дж'єштха або дайштха, ашадха або шучі, ашвіна, магха та пхальгуна (усі точні дати у текстах — це дати освячення храмів). У написах не згадуються шравана, бхадрапада, картіка, маргашірша та пауша. Ймовірно, місяці мусонів (липень — вересень) та тайфунів (жовтень — грудень) вважалися несприятливими для важливих релігійних церемоній, тому у ці періоди немає записів про будь-які храмові урочистості.
Місяць ділився на дві половини: прибуваючого та спадаючого місяця (у текстах на санскриті вони називалися «світлою» та «темною» половиною). Дні місяця за місячним каленадрем рахувалися окремо для кожної половини, наприклад, «5 днів прибуваючого місяця 4-го місяця». Дні тижня називалися за іменами планет: неділя — день Сонця, понеділок — Місяця, вівторок — Марса, середа — Меркурія, четвер — Юпітера, п'ятниця — Венери, субота — Сатурна. Як ділився у чамів день, чи знали вони години та хвилини, сучасні вчені-орієнталісти не знають, але можливо у Чампі використовували водяні та сонячні годинники, точно відомі їх найближчим сусідам — давнім кхмерам.
Тямські написи майже не розкривають тему свят. Календар включав місцевий Новий рік приблизно у лютому; існують непрямі свідчення існування свят, пов'язаних із землеробським роком, а також релігійних свят. Однак, хоча у текстах і згадуються численні освячення храмів, проголошення нових божеств та вінчання на царство, жоден з відомих вченим написів не описує як ці свята або супутні їм церемонії проходили, ніде не наводяться дати релігійних свят.

### Сім'я

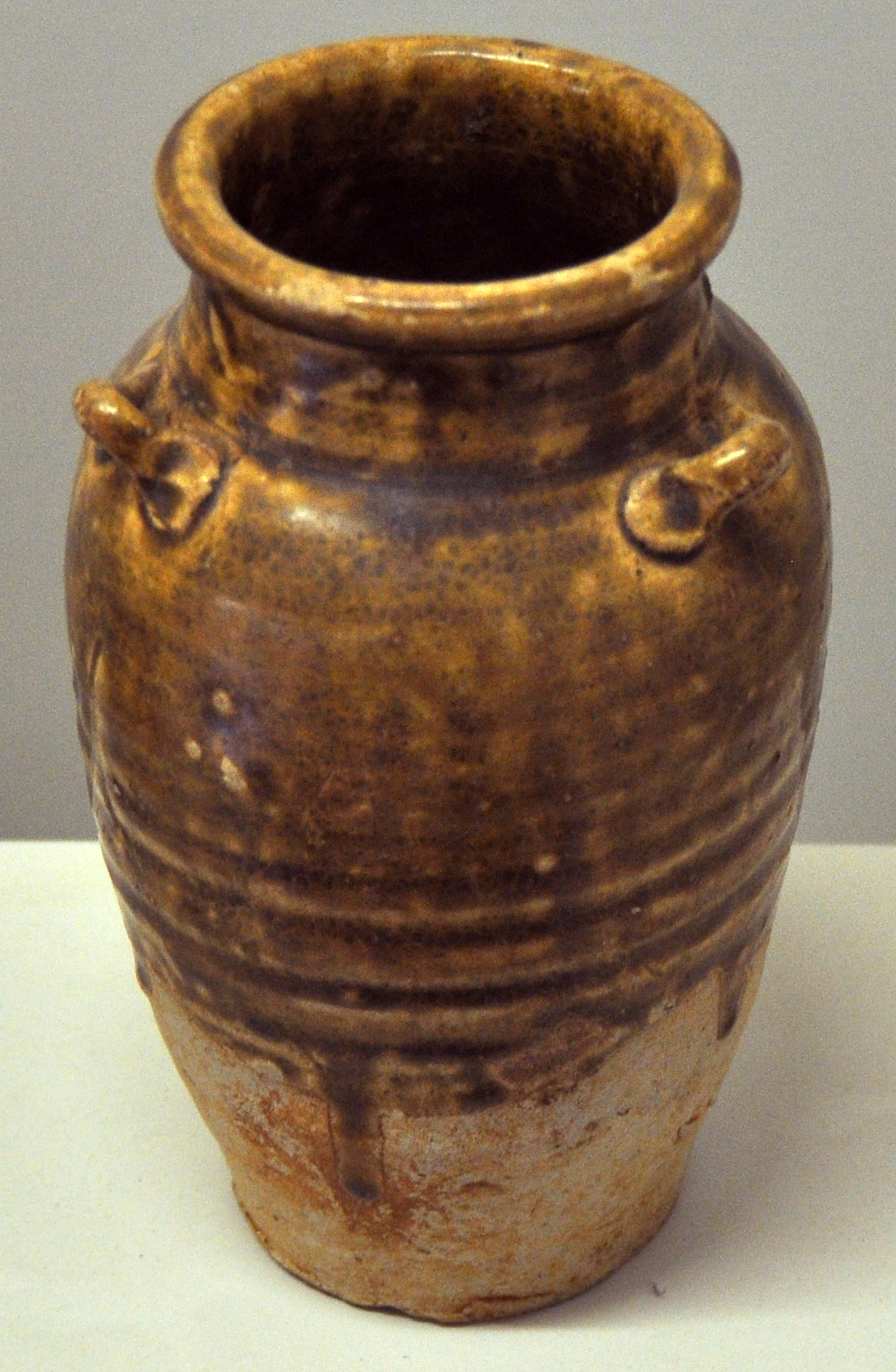
Тямський глечик XIII—XIV століття

На чамських рельєфах, на відміну від кхмерських, ніколи не зображували дітей. У нечисленних написах, де говориться про малолітніх царевичів, які зайняли чамський престол, чітко сказано, що дитина ще не має свого розуму. Крім того, існує версія, що про дітей мовчали із забобони, щоб не наврочити. Однак дочки, особливо молодша, грали значну роль при царському дворі, і їх народження було дуже бажаним.
Про шлюбні церемонії чамів відомо вкрай мало, лише уривчасті свідчення з китайських хронік. Як правило, для церемонії був необхідний сват, а після успішного сватання потрібно було ретельно дотримуватися календаря «сприятливих днів». Родичі і друзі молодят допомагали їм одягнутися у себе вдома. Потім посилали за нареченим, він робив нареченій пропозицію у її будинку і та погоджувалася. Під час шлюбних церемоній дотримувалися сімейних культів, коли родина шанувала вівтарі предків та домашніх духів. Мабуть, вже у XII—XIII століттях шлюб у чамів був матрилокальним — подружжя жило в будинку матері дружини і чоловік повністю залежав від родини дружини.
При розлученні чоловік повертався до рідного дому, зберігаючи при собі тільки те, що приніс з собою у день весілля. Діти завжди залишалися у родині матері, як і усе спільно нажите майно. Якщо чоловік приводив з собою корову, то при розлученні він міг її забрати, але телят зобов'язаний був залишити колишній дружині.
Ці звичаї тісно пов'язані з матрилінійністю, яка з давніх-давен існувала у Чампі — рахунком спорідненості та успадкування по материнській лінії. Згідно з написами, часто царська влада передавалася по жіночій лінії: після смерті царя спадок отримував племінник, син сестри. Це свідчить про те, що жінка у чамському суспільстві відігравала важливу роль. Крім того, вплив жінки підтверджує і культ богині По-Нагар — покровительки Чампи.
Царі Чампиб при цьому, практикували багатоженство, одружуючись з дівчатами з різних областей країни і таким чином ріднилися з різними знатними прізвищами. Усі сини від цих шлюбів були потенційними претендентами на престол, тому генеалогії підкреслювали їх зв'язки з родичами по лінії матерів та дружин. Система спорідненості по жіночій лінії дозволяла приписувати себе до певної династії. Головною метою цих генеалогій було не довести чистоту походження претендента на трон, а заручитися підтримкою якомога більшої кількості союзників. Про практику полігамії серед звичайних чамів сучасним вченим нічого не відомо.
У чамських написах вкрай мало відомостей про родину та народний побут. Ім'я у чамів було лише особистим, немає згадок імен батька та матері, а також «прізвищ». Дітей часто називали ім'ям бога, щоб він став покровителем дитини. Також іменем використовували якусь чесноту: «Мудрість», «Хоробрість» або «Милосердя», які нібито давали напрямок життя дитини. Санскритські імена існували нарівні з чамськими. У царських родинах до імені додавали династію або ім'я міфічного родоначальника, у знатних родинах, які не претендували на престол, до імені додавали назву міста, з якого походив даний клан. Глибоко простежити генеалогію чамських династій практично неможливо, так як не збереглися ніякі архіви або збірки текстів, що зберігають відомості про кілька поколінь.

### Житло
Чамські житла виходили вікнами на північ, ймовірно, через сильну спеку. Будинки простих людей були криті соломою, а знатних — черепицею (під час розкопок знайдено багато фрагментів черепиці, що свідчить про її значне поширення). Будинки простих чамів мали звис даху, який закінчувався не вище метра від землі. Ймовірно, чамські будинки не будувалися на палях та були переважно одноповерховими. У Чампі була ієрархія жител в залежності від соціального стану домовласника. Існувало кілька точно встановлених рівнів висоти даху та дверного косяка. Родина жила у кількох будинках, розташованих навколо загального двору. Вони розміщувалися у певному порядку: будинок батьків та маленьких дітей, будинок одруженої жінки, гостьовий будинок, кухня та господарські будівлі (в тому числі сховище рису). Що характерно, молодша дочка з чоловіком жила у будинку, де зберігався рис. Вона була продовжувачкою роду та вела всі справи сім'ї. При будівництві нового будинку сім'я здійснювала певні обряди і приносила жертви на честь духу землі, на якій велося будівництво, і на честь духів дерев, з яких зводився будинок.

### Дозвілля
У Чампі під час релігійних свят влаштовувалися різноманітні ігри та театралізовані вистави. Деякі змагання супроводжувалися жертвопринесеннями богам. Головними іграми у чамів були поло, боротьба, шахи та півнячі бої. Зображення коней зустрічаються з X століття. У музеї чамської скульптури у Дананзі є рельєф з провінції Куангчі, на якому зображені два вершника з довгими ключками для поло. Коні на рельєфі у повній збруї, зі стременами (збруя, крім вуздечки, дуже схожа на китайську). На деяких чамських рельєфах зображені борці під час поєдинку. Також чами знали гру з воланом та гойдалки (мабуть, вони прийшли з Індії та спочатку нагадували релігійну церемонію, під час якої розгойдувалися на статуї бога).

### Охорона здоров'я
Середня тривалість життя у Чампі була невелика, нерідко у країні спалахували епідемії (відповідно до текстів, на престол частіше вступали підлітки, ніж сорокарічні чоловіки). Медична практика супроводжувалася магічними заклятчами та молитвами. Ченці заготовляли лікарські рослини та читали тантри, покликані прогнати хворобу. Якщо хтось зцілявся, то це вважалося дивом, вчиненим за допомогою богів (за це їм дякували за допомогою жертвоприношень). Нерідко у хворобах звинувачували злих духів, які з'являлися, якщо не дотримувався культ духів та предків. Чами жували листя бетеля, змішуючи їх з насінням арекової пальми, прянощами, деревною смолою та гашеним вапном. Знатні люди спльовували рясну червону слину у витончені плювальниці. Жування бетеля тонізувало організм та освіжало дихання, проте сильно псувало зуби та слизову оболонку рота. На відміну від в'єтів, чами не практикували чорніння зубів.

### Одяг та прикраси

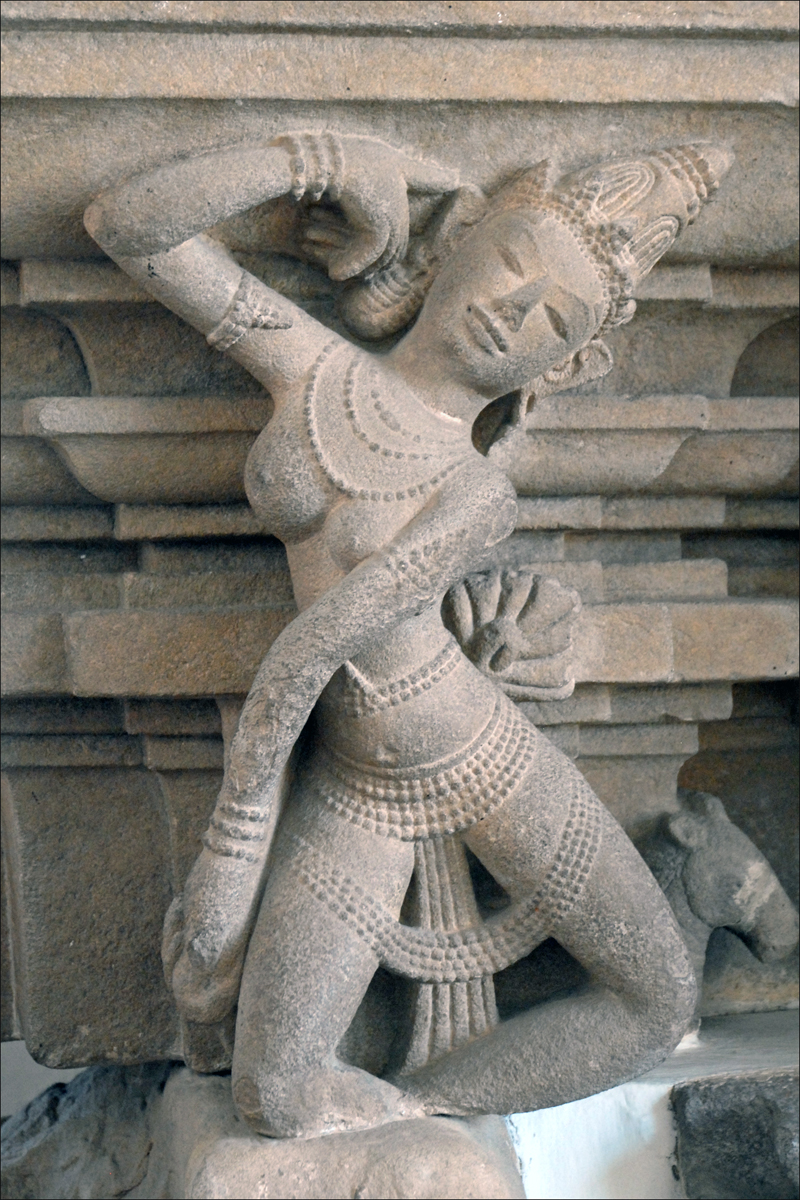
Танцюристка з чамського вівтаря VII—VIII століття

Відповідно до чамських статуй та рельєфів, жінки носили довгий кольоровий саронг, а танцюристки — легкі шаровари, що допомагало їм вільно рухатися. Різні тканини оброблялися вишивкою та басонами. Чоловіки одягали сампот — шматок тканини, тісно обгорнутий навколо талії, з довгою полою, яка пропускалася між ніг та кріпилася до поясу ззаду. Ця пола також прикрашалася багатою вишивкою та різною біжутерією. Простолюдини ходили босоніж. На рельєфах в сандалях зображувалися лише царі та боги.
У Чампі боги часто зображувался з оголеним торсом. Однак немає свідчень, що дозволяють стверджувати, що так само ходила більшість чамів. Царські шати складалися з різнокольорових суконь з тканими візерунками, які зав'язувалися тасьмами, прикрашалися перлами або золотими пластинками. Під сукнею царі носили тонкі сорочки, розшиті позументами або обшиті золотою облямівкою.
Якщо цар давав аудієнцію без особливого церемоніалу, він одягав лише сорочку. Парадна сукня підперізувалася золотим поясом з перлинами та прикрашалася гірляндами квітів. Царі носили червоні шкіряні сандалі, також прикрашені вишивкою. На шиї, грудях, пальцях та зап'ястях правителі мали велику кількість ювелірних прикрас. Головні убори, корони та діадеми змінювалися з модою. Чоловіки, як правило, не прибирали волосся, проте в північній частині країни його заплітали в косу. У жінок волосся було зібране у шиньйон і стягнуте обручем. Багато знатних жінок носили на голові діадеми з дорогоцінними каменями, а у вухах — висячі сережки.

## Словесність

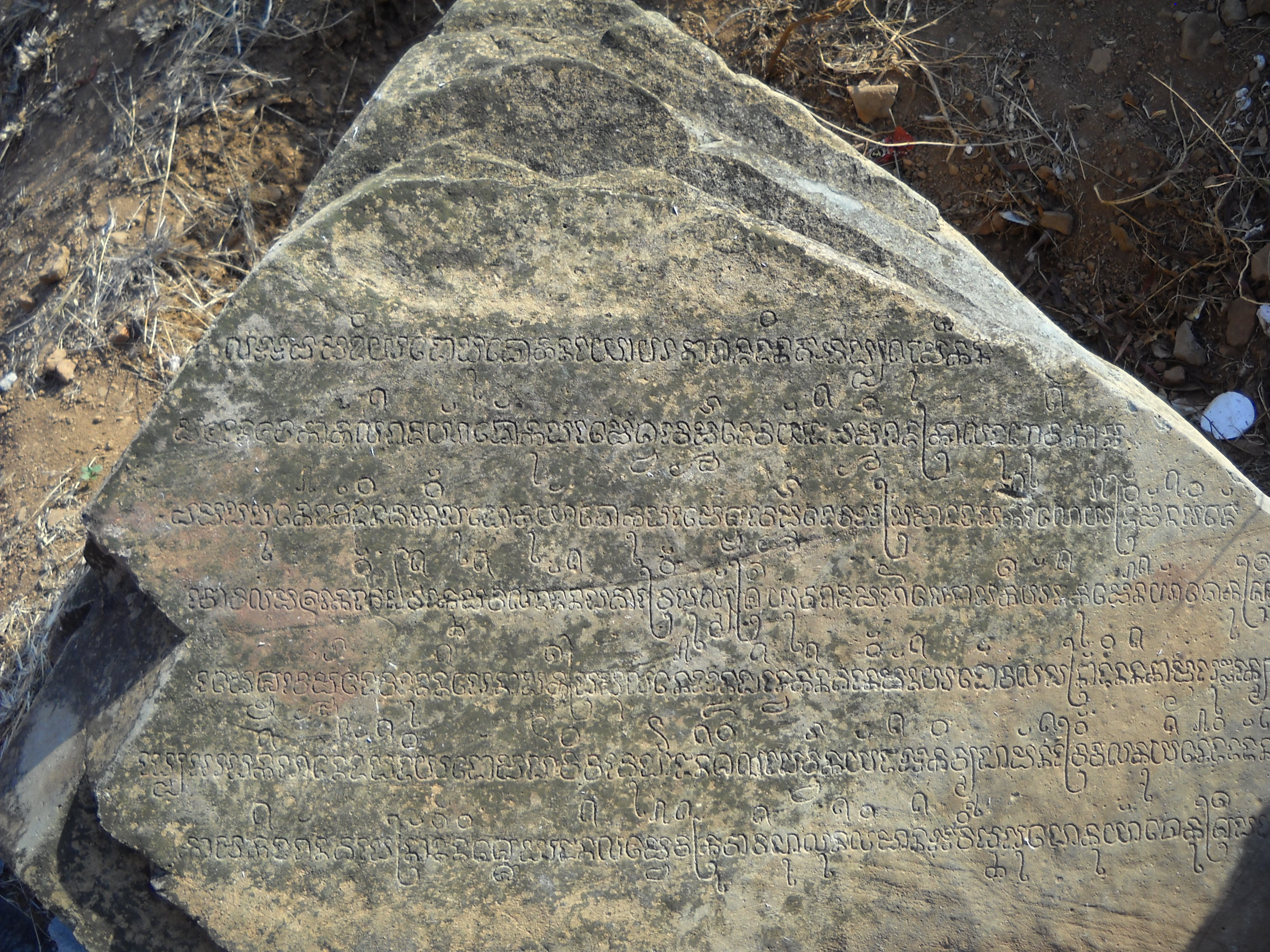
Напис на камені з храму По-Клонг-Гарай

Завдяки індійському впливу чами запозичили паллавський алфавіт та почали використовувати написи на каменях для оприлюднення політичних та релігійних указів. Написи передають погляд на чамське суспільство зсередини, проте вельми фрагментарно, так як це переважно погляд чамської еліти, яка створювала ці тексти. У Чампі еліта писала та читала на санскриті, а у побуті розмовляла чамською мовою.
Тямське суспільство було двомовним, але ця двомовність не зводилася до простої формули «санскрит був мовою еліти, а чамська — мовою простолюдинів». Санскрит, який використовувався у чамських написах, не був чистим та витончено літературним, як у кхмерів у період розквіту їхньої імперії. Освічені чами не володіли санскритом досконало, у чамських віршованих написах багато помилок, у них порушуються закони метрики та просодії. Мабуть, розуміти санскритські тексти для чамів було не обов'язково, так як вони були звернені насемперед до богів. Фактично, санскрит був для Чампи чужою мовою, він був скоріше політичним інструментом, який наклався на колишні місцеві інститути.
Найранніші чамські написи відносяться до V століття, але вони датуються лише на підставі палеографії (перший датований авторами текст написаний у 658 році). Саме у V столітті чами під впливом індійської цивілізації стали регулярно залишати письмові свідчення про важливі для себе події. Перша згадка «землі чамів» відноситься до VII століття, коли чами, незважаючи на поділ країни на декілька дрібних царств, усвідомили себе єдиним етносом. Поява текстів на каменях була пов'язана у першу чергу з бажанням залишити знак влади правителя над певною територією. Таким чином, відомості з написів дозволяють реконструювати лише офіційну історію Чампи, витікаючу від вузького кола правлячих еліт — царів, їх придворних, індуїстського та буддійського жрецтва, місцевих князів (раджів).
Паллавський алфавіт спочатку використовувався, щоб писати на санскриті, тому усі написи V—IX століття написані на санскриті. Вони служили знаками влади, але більшість простих чамів їх не розуміло. До того ж, у написах на санскриті було багато варваризмів та солецизмів, що видає не лише слабке знання мови, а й поверхове знання індійської культури. У IX столітті з'явилися перші тексти на чамській мові, що належить до австронезійської мовної сім'ї (вона досить близька до малайської та деяким індонезійським мовам). Чамські написи використовували той же алфавіт, що слугував і для запису текстів на санскриті. Проте, щоб вказати на іншу вимову чамських звуків, різьбярі по каменю використовували діакритичні знаки. Багато текстів на санскриті дублювалися написами на чамській мові.
Незважаючи на появу писемності, чамська мова залишалася другорядною, вона служила для опису різних подробиць дарувань (наприклад, розміри ділянки), у той час як санскрит використовувався для богослужінь. З IX по XI століття санскрит залишався більш вживаною мовою написів, з XI по XIII століття вона поступово витіснялась чамською, яка у XIII — XV століттях залишилася єдиною мовою, що використовувалася у текстах. Починаючи з XVI століття написи зовсім зникають та замінюються рукописами на давньочамській мові.
До наших днів дійшли лише написи на каменях, цеглинах, срібних та золотих предметах культу. Всі вони — офіційні, мають політичний, релігійний та юридичний зміст. Але існувала і усна чамська словесність, у тому числі різні героїчні епоси, що виконувалися напам'ять, казки, легенди та прислів'я. Читці, як правило, виступали разом з музикантами та танцівницями, які супроводжували відривки з «Рамаяни» та «Махабхарати» музикою та танцями.

## Релігія

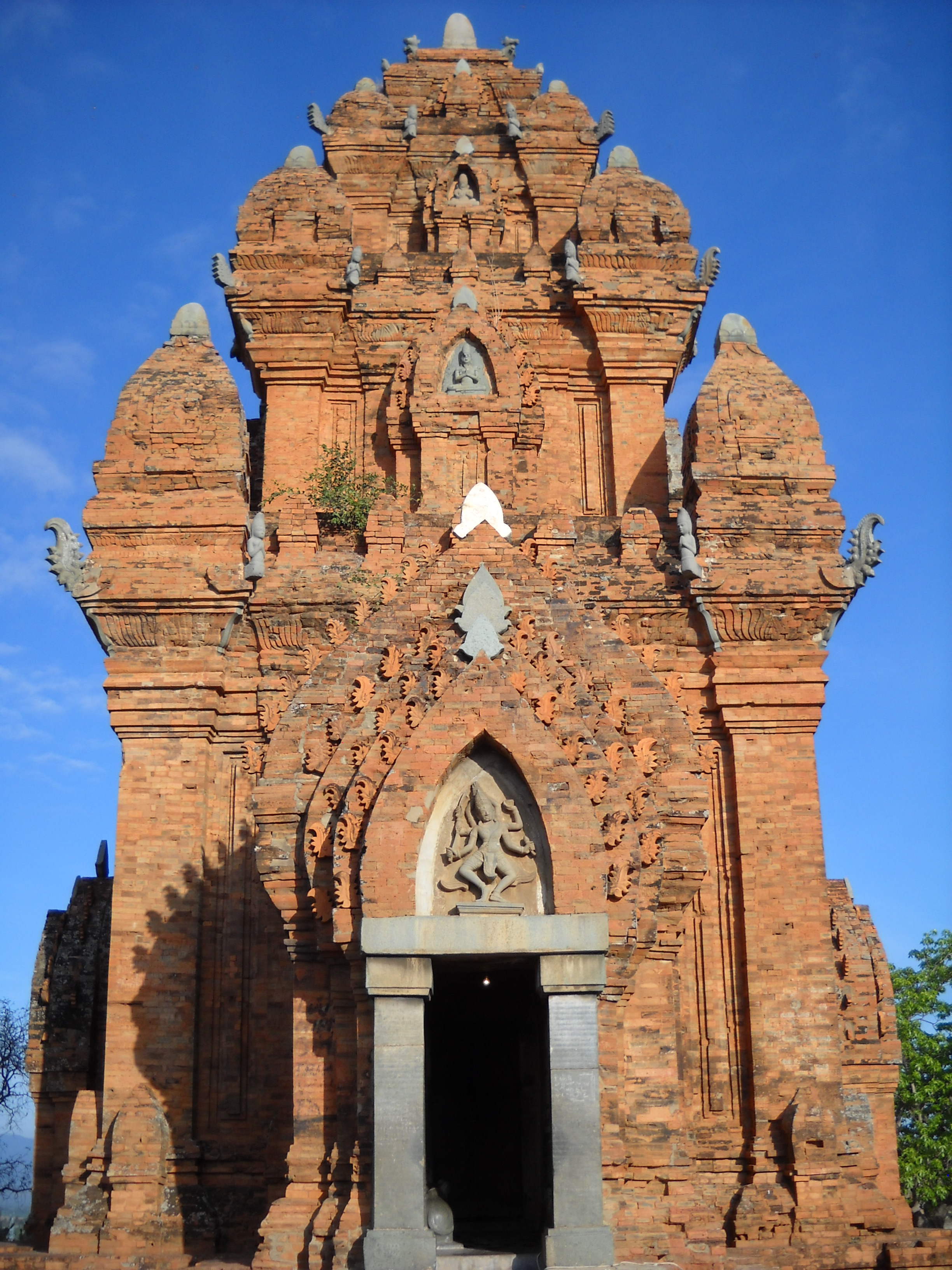
Храм По-Клонг-Гарай у провінції Ніньтхуан

У Чампі історія домінуючої релігії тісно пов'язана з історією царської влади. Нові релігії та релігійні течії, що прийшли ззовні, поступово асимілювалися зі старими віруваннями та обрядами, особливо з культами духів природи та культом предків.
Характерною особливістю Чампи була віротерпимість, ніякі релігійні обряди не виключали інших, усі вони перемішувалися та доповнювали один одного. Різниця полягала лише у тому, що індійські божества входили у «космічну» систему, а тубільні — у «місцеву». Таким чином, індуїзм та буддизм, які прийшли з Індії, мирно співіснували з місцевими віруваннями.
Індійські релігії були прийняті чамами у перші століття нашої ери через торгові контакти з індійськими купцями. Ймовірно, спочатку чамські мореплавці відвідували порти Південної Індії, а вже потім індійські кораблі досягли берегів Чампи. Основний торговий шлях між Індією та Індокитаєм пролягав з Бенгальської затоки через Малаккську протоку у Південнокитайське море.
Тями запозичили індійську соціально-політичну систему не через масовий наплив індійців, які принесли з собою свою релігію та культуру, а завдяки впливу нечисленних купців та ченців. Спершу нововведення ввібрала чамська еліта, спокушена індійською культурою. Потім еліта адаптувала цю культуру разом із санскритом до культури Чампи, висловивши все це у конкретних пам'ятках (храмах, скульптурах та написах). Починаючи з V століття до торговельних зв'язків додався прямий культурний вплив індійської цивілізації.
Він був як політичним, так і релігійним. Першим індіанизувалося згадане у китайських хроніках невелике царство Ліньї. Надалі акультурації піддавалися чамські царства та князівства, які приймали релігії, що прийшли з Індії, а разом з ними — індійські художні, політичні та культурні моделі. Важливим фактором розповсюдження нових моделей було поява у Чампі санскриту, засвоєного насамперед як мова культурної еліти та жрецтва.
Індуїзм та буддизм з'явилися у Чампі приблизно у один час та завжди мирно уживалися з місцевими віруваннями. Однак індуїзм досить швидко перетворився на політичний інструмент царської влади. Незважаючи на різні ціли індуїзму та буддизму, у багатьох чамських написах одночасно возвеличувалися Шива та Будда, а ченці вивчали обидва філософсько-релігійних вчення. У Чампі спостерігалася спорідненість махаянського буддизму з шайвізмом, деякі царі та сановники будували храми та монастирі обох конфесій. Мабуть, у чамській релігійній культурі Шива та Будда були дуже близькі. Культ Шиви не виключав також і більш пізнього культу Вішну.Буддизм був широко представлений у придворній культурі Чампи. Він був гнучкий відносно числа шанованих богів, що допомогло включити до його складу культ предків та особливо предків-жінок. Крім того, чамський буддизм з помітним ухилом у ваджраяну дозволив включити до релігійної культури країни безліч місцевих духів та езотеричних образів. У архітектурі Чампи майже не були представлені такі пам'ятники заупокійного характеру, призначені переважно для зберігання реліквій, як ступи. Лише в унікальній буддійсткій святині Донгзионг збереглися маленькі ступи. Фактично у Чампі ніщо, крім іконографії Будди та бодхіисаттв, не дозволяє з упевненістю відрізнити буддійські храми від індуїстських.

### Шиваїзм
Індуїзм у формі шиваїзму став домінуючою релігією Чампи з часу появи писемності (близько V століття). Перші письмові сліди чамської історії збігаються з великими політичними та релігійними змінами, що сталися у країні. За допомогою морської торгівлі правителі, які отримали царський титул, та чамська еліта прийняли писемність, звичаї та релігію, що прийшли з Індії. До цього країна існувала у формі родо-племінного ладу, від якого залишилося дуже мало слідів — вони помітні у культі предків та деяких звичаях, але ніяких археологічних або писемних пам'яток «доіндуїстського» періоду не збереглося.

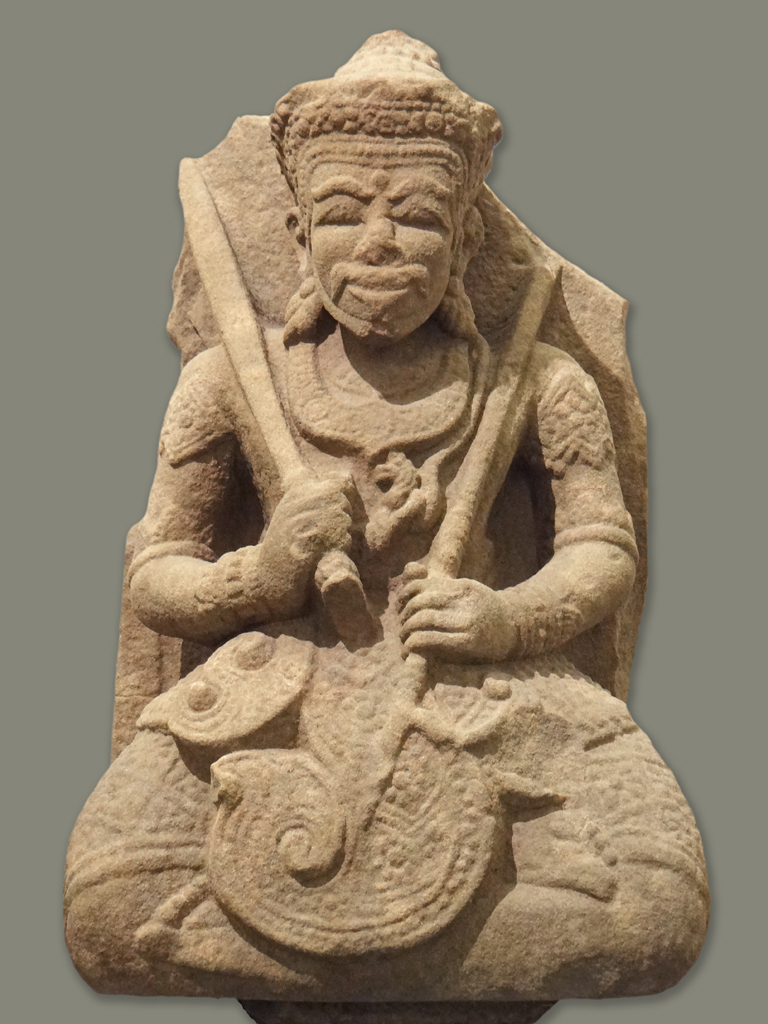
Скульптура Шиви XIV—XV століття

Тямський цар Бхадраварман I, який правив наприкінці IV — початку V століття, був великим знавцем Ведів. Він запросив видатних брахманів з Індії селитися у Чампі і активно популяризував серед своїх підданих індуїзм. Після нього усі чамські царі культивували ідею своєї «богообраності», яка полягала у тому, що цар у своїй діяльності спирався на допомогу бога, який був йому покровителем. Крім того, Бхадраварману приписують заснування святилища Мішон у долині річки Тхубон, а також заснування культу Бхадрешвари, який перетворився у особисте божество чамських царів та покровителя царської влади.
З часів царя Бхадравармана індуїзм завжди залишався близьким правлячій еліті Чампи. Царі називали себе «нащадками Шиви», у написах їх іменували «земними богами». Індуїзм дозволяв вважати царів посередниками між небом, де мешкали боги, і землею, де жили люди. Крім того, він дозволяв будувати генеалогічні конструкції, що сходили до міфології та пояснювали божественну природу царської влади. Іноді чамські царі уподібнювалися Вішну або Індрі, але, як правило, провідною індуїстською релігією залишався шиваїзм.
Відповідно до чамських написів, за царя Бхадравармана індуїстський пантеон, якому поклонялися чами, включав у себя Шиву та його дружину Уму, а також Бхадрешвару (одне з втілень Шиви, священним відбиткам стоп якого поклонялися царі та члени царських родів). Вже тоді чамські царі практикували щедрі дари Мішону та сусіднім храмам, а особливо лінгамам, встановленим у них.
У VI столітті у Чампі практично устоявся весь індуїстський пантеон, шанований у різних святилищах (зазвичай вони фундирувалися царем, рідше — членами його сім'ї або видатними сановниками). Найчастіше зустрічаються згадки про Шиву, Вішну, Брахму та їх подружжя Парваті, Лакшмі та Сарасваті відповідно, а також про Індру, Куберу, Ганешу, Агні, Варуну, Сур'ю та Ваю (локапали символізували п'ять стихій, необхідних при жертвоприношеннях). Здебільшого зображення цих богів відповідали індійським канонам.
Протягом всієї історії Чампи місцевий індуїзм був вкрай виборчим та не включав у свої практики деяких жорстоких обрядів, особливо суворих табу або страхітливих божеств, таких як Бхайрава та Калі. Чамська іконографія ніколи не зображувала богів у жахливому, страхітливому вигляді. Усі імена богів також показували їх благовоління до людей та бажання надати допомогу. Таким чином, чамський пантеон за рахунок відсутності «темних форм» багатьох богів був менше індійського. Однак чами, на відміну від кхмерів, важливе місце у своєму пантеоні відвели жіночим божествам. Судячи з частого цитування «Агами» та інших писань, у Чампі поширювалися і різні сектантські течії індуїзму (наприклад, шайва та пашупата).

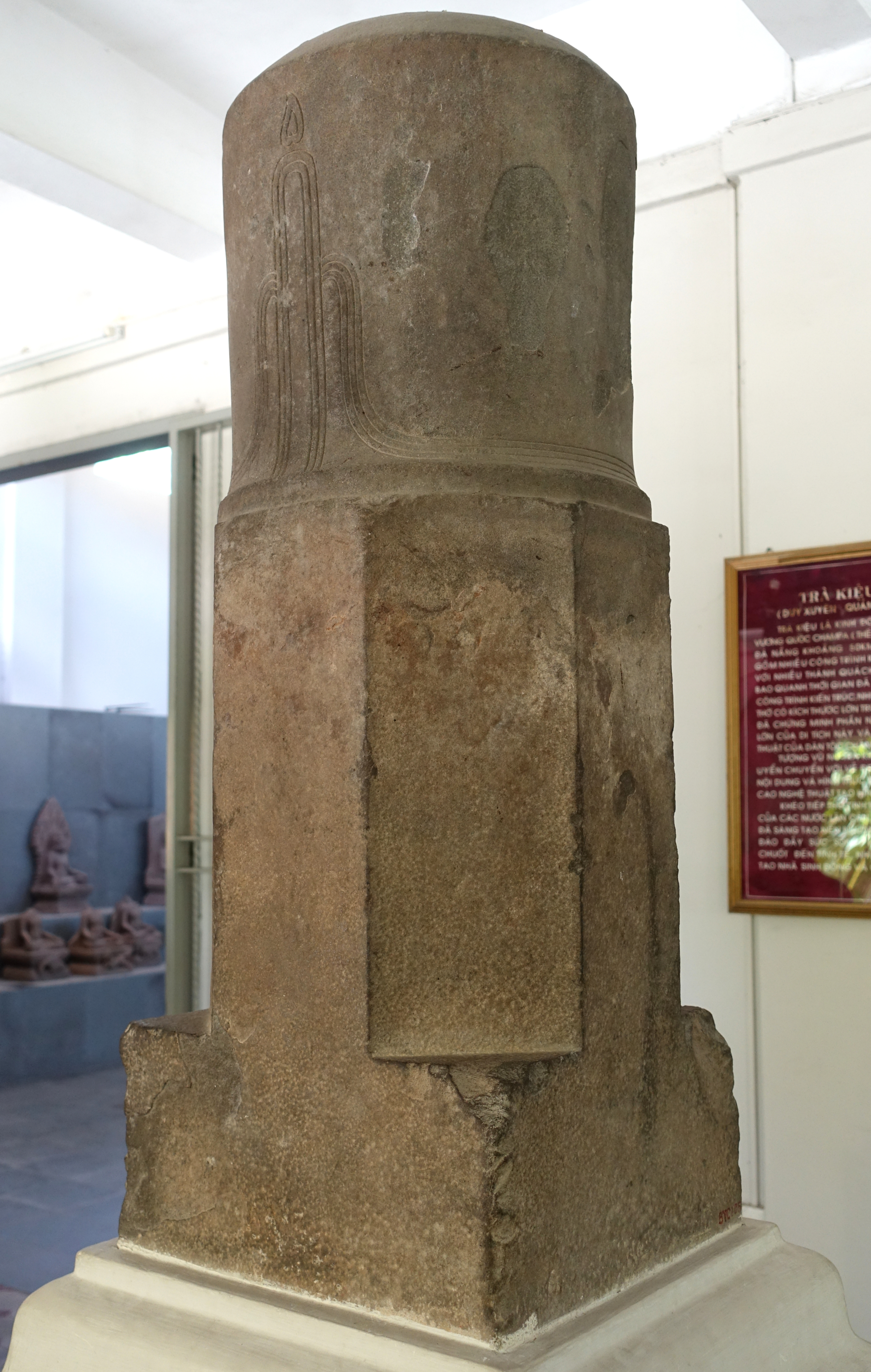
Лінгам із Чак'єу, VII—VIII століття

Культовий предмет шиваїзму — лінгам — вважався «знаменням» божества, фалоподібним символом, що виражав всесвіт та природу, які беруть свій початок з жіночої стихії йоні. Лінгами робились із каменів, часто природних, знайдених на місцевості, або спеціально встановлених у святилищі. У Чампі культ лінгамов багато в чому став популярним тому, що частково він успадкував древній культ священних територій навколо диких каменів. Кожен лінгам символізував особливого Шиву — бога-покровителя даної місцевості, від якого залежав добробут місцевого населення. Чамські царі давали лінгамам, встановленим ними, свої імена, адже царі також вважалися особливою формою Шиви (відомі лінгами Бхадравармана та Шамбхувармана).
Лінгаму постійно приносили жертви — поливали його молоком та клали на нього їжу. Найсвященнішими лінгамами вважались «самородні», тобто ті, які самі «виходили» з землі (свайямбху). Забобонні чами вірили, що якщо викопати такі лінгами з землі, то загине і Чампа, і правляча династія. З VII століття у написах згадуються рухливі лінгами, що брали участь у процесіях та інших релігійних церемоніях, а також мукхалінга — «лінгами з лицем», які зображували бога, який як би виходить з лінгама з метою втілитися у царі. Такий цар іменувався Шивамукха («обличчя Шиви»), оскільки обличчя, яке «походило» з лінгама, було обличчям бога, що у ньому живе.
Мукхалінга були двох типів — власне лінгами, на яких різьбили обличчя божества, та коші — своєрідні футляри для лінгама, які покривали та прикрашали його. Коші робили з золота або срібла, зображуючи на них один або декілька ликів бога, а також інкрустували дорогоцінним та напівдорогоцінним камінням (рубінами, алмазами, сапфірами, топазами та гірським кришталем). Багатоликі коші мали чотири, п'ять або шість облич, які як би стежили за сторонами світа та оберігали різні частини Чампи. З часом коші і самі стали предметом культу, якому поклонялися нарівні з лінгамом. Коші активно використовувалися у релігійних процесіях, вони як би символізували свій лінгам. Коші згадуються лише у царських написах, вони прикрашали лінгами лише у царських храмових комплексах — Мішоні, По-Нагарі та Донгзионзі.

### Вішнуїзм

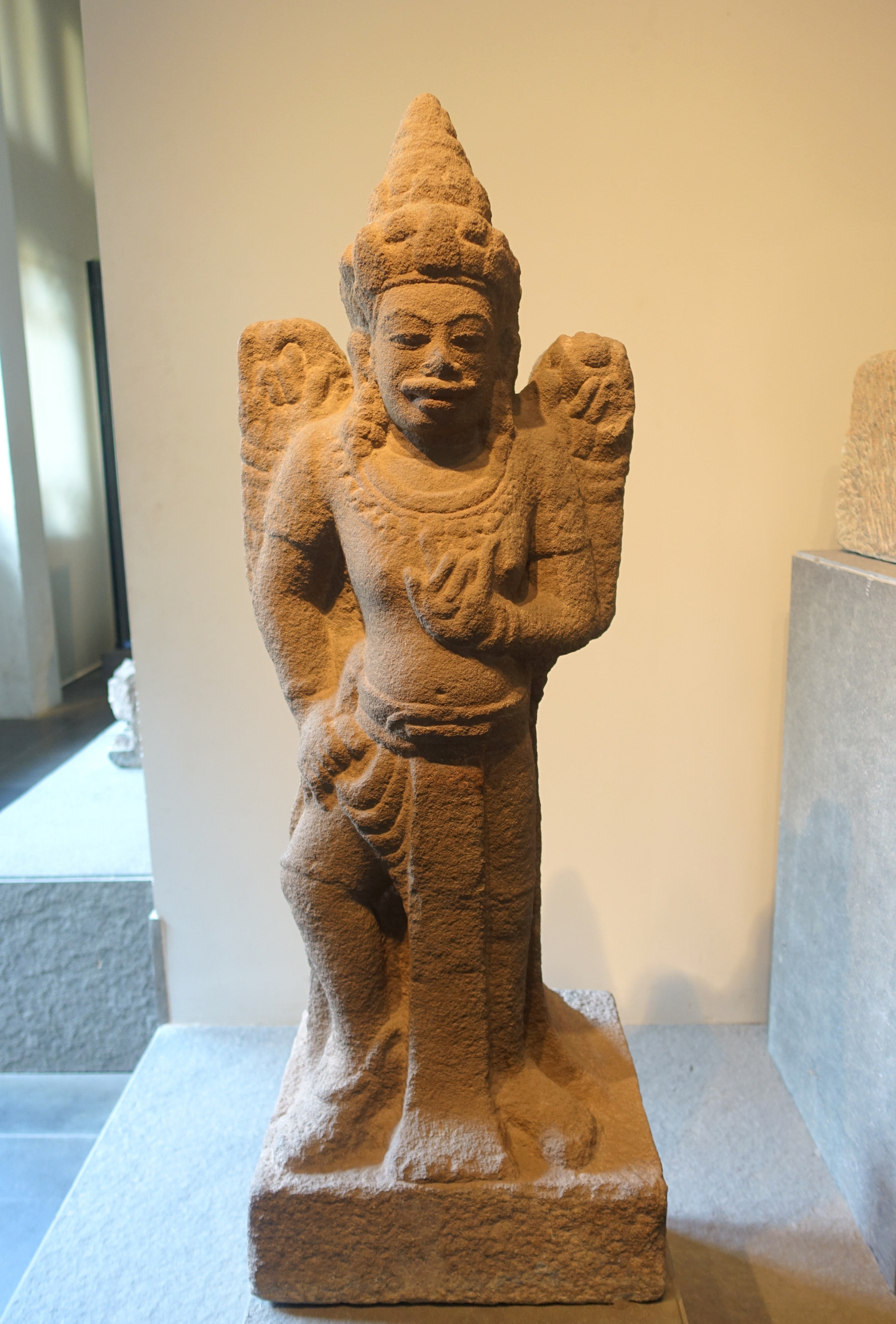
Скульптура Вішну X століття

Вішнуїзм проник до Чампи з Фунані або Ченли, де характерні зображення увінчаного Вішну зустрічаються з V століття. Ймовірно, вішнуїзм прийшов до Чампи так само, як і інші індійські релігії — через торговців і моряків, які активно відвідували чамські порти. У чамських написах більшість згадок про вішнуїтський культ відноситься до середини VII століття та пов'язані з царем Вікрантаварманом.
Він був давнім союзником кхмерів, одруженим з дочкою царя Ішанавармана I, але його з невідомих причин вигнали з Ченли. Саме Вікрантаварман залишив у Чампі найбільше слідів культу Вішну, хоча вішнуїзм і не отримав серед чамів широкого та тривалого поширення. Така свобода віросповідання серед членів царської династії була обумовлена тим, що хоча всі царі почитали покровителя Чампи Шиву, кожен мав можливість окрім офіційної релігії протегувати ще і своїм особистим богам.
По всій видимості, вішнуїзм був запозичений правлячою чамською династією у кхмерів завдяки тісним контактам між сусідніми державами. Про ці контакти свідчить і стиль храму Е1 у Мішоні, побудованого під кхмерським впливом у середині VII століття. Надалі сліди вішнуїзму у Чампі вельми епізодичні, однак згадки «Рамаяни» та присутність вішнуїтських елементів у іконографії деяких храмів показують, що культ Вішну продовжував практикуватися. Так, зображення Крішни на п'єдесталі з Чак'єу (X століття) та скульптурні сціни на сюжети «Рамаяни» на цоколі шиваїтського храму дозволяють припустити, що вішнуїзм існував серед синкретичного пантеону індуїстських богів і після правління царя Вікрантавармана.

### Храмові центри

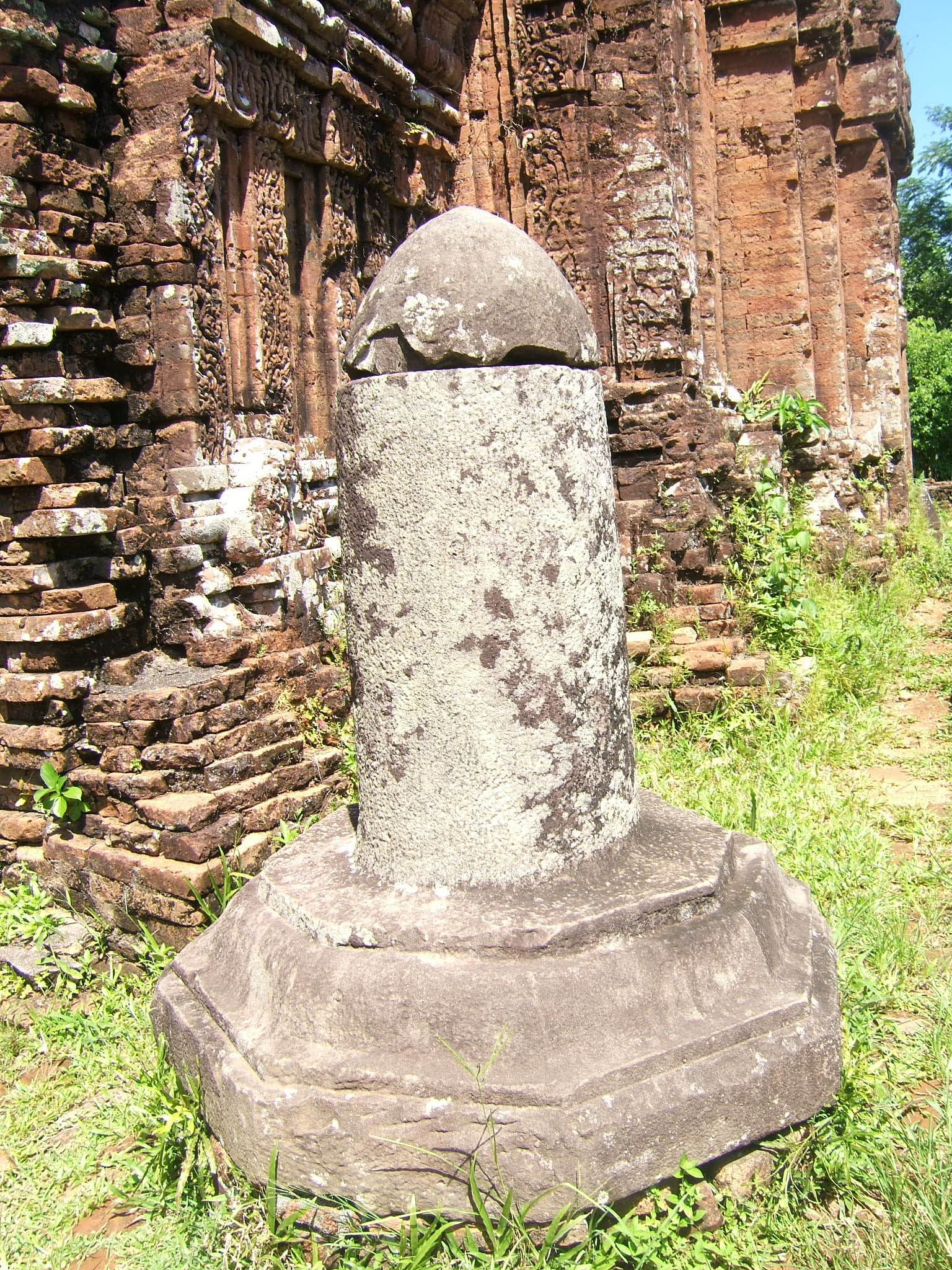
Один з лінгамов Мішона, що датується X столітчам

Культ Шиви, тісно пов'язаний з царською владою взагалі та конкретними правлячими династіями, був організований у двох головних храмових центрах Чампи — Мішоні (сучасне село Зуйфу, округ Зуйсюєн, провінція Куангнам) та По-Нагарі (сучасне місто Нячанг, провінція Кханьхоа). Спочатку обидва храми були присвячені Шиві, який шанувався під виглядом храмового лінгама. У Мішоні він був відомий як Бхадрешвара, а у По-Нагарі ім'я мукхалінгі («лінгама з лицем») невідоме. Але у обох храмах царі, щоб позначити божественне заступництво, додавали до імен лінгамів свої імена. Так, цар Бхадраварман поклонявся ішварі Бхадрешварі (бхадра ішвара, що означає «прихильний господь»), цар Шамбхуварман — ішварі Шамбхубхадрешварі (шамбху бхадра ішвара, що означає «благодійний та прихильний господь»). Будуючи у Мішоні храм для свого особистого бога-покровителя, кожен наступний чамський цар обов'язково пов'язував царський культ Чампи з найдавнішим богом Бхадрешварою.
З V—VI століття за храмовим комплексом Мішону закріпилася репутація священного царського місця, де б не знаходилася столиця Чампи та яка б династія не займала престол. У середині VII століття у Мішоні нарівні з лінгамом Бхадрешвари почали поклонятися і іншим божествам у вигляді лінгамів, що свідчить про популярність культу царських предків. З середини VIII до середини IX століття у області Мішону не з'являлося нових написів, вони зустрічаються лише у південних царствах Каутхара та Пандуранга, куди мабуть перемістився центр Чампи. Більшість царських написів походить з храму По-Нагар у Каутхарі. На перший план виходить богиня По-Нагар — земна богиня Чампи, яка у текстах на санскриті ототожнюється з Бхагаваті, дружиною Шиви.
«Лінгам з лицем» (мукхалінга) з'явився у храмі По-Нагар у VII столітті. Згідно з написами, він оберігав Каутхару від різних лих. На лінгамі були зображені Шива та Бхагаваті, які злилися у одному тілі. У 774 році По-Нагар був зруйнований ворогами, але через десятиліття цар Сатьяварман відбудував храм, встановивши у ньому лінгам Сатьямукхалінга. У цей же час (кінець VIII століття) Бхагаваті стала іменуватися «богинею Каутхарі», а культ богині — покровительки царів дуже швидко змінився культом богині — покровительки Чампи.

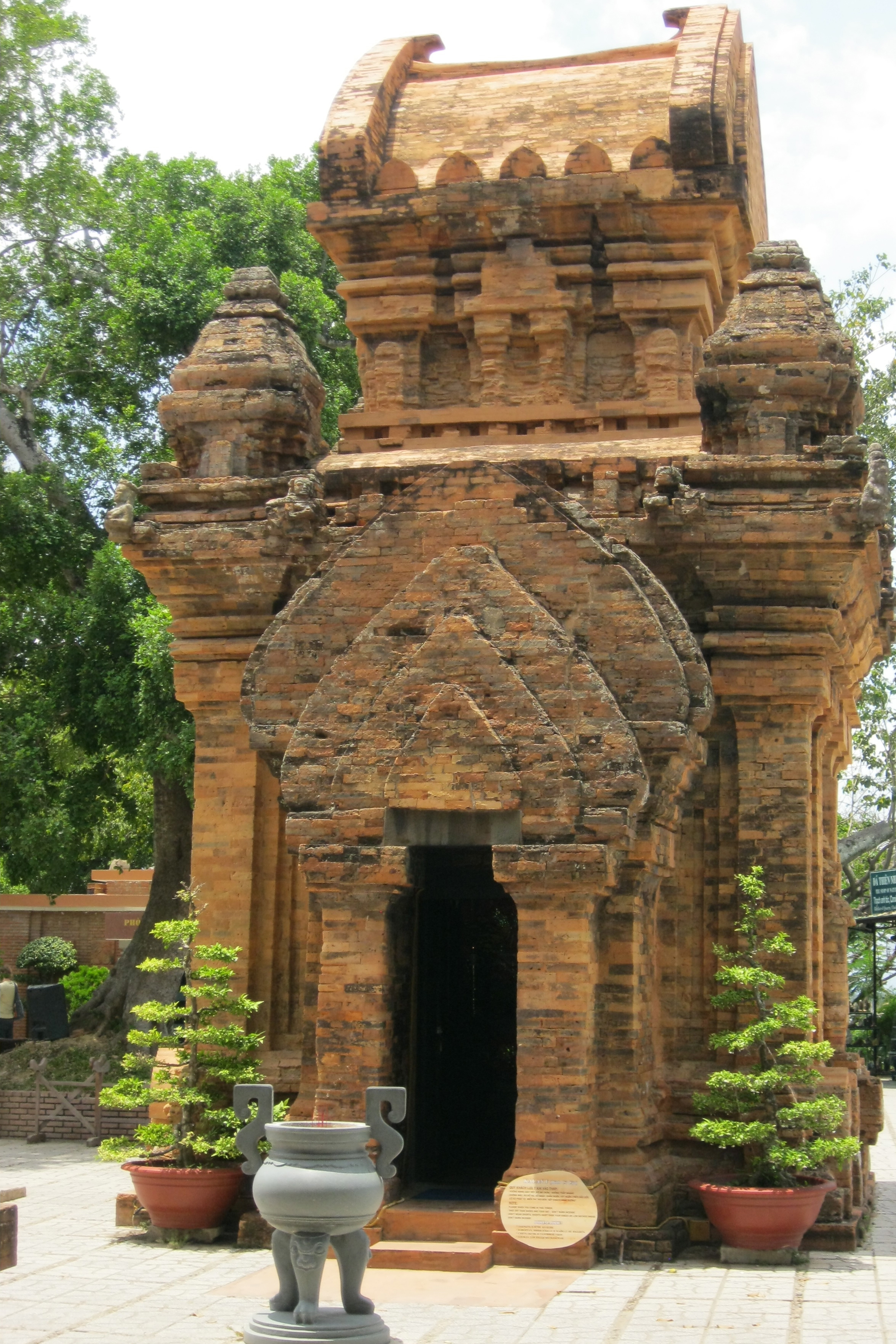
Храм Ганеша у комплексі По-Нагар

У пізніших чамських текстах вже нічого не говориться про легендарний лінгам По-Нагара, весь культ будувався тепер навколо богині Чампи — Янг пу Нагара (або По-Нагар). На честь неї побудували новий храм — найбільший у комплексі. Тут домінували елементи шактизму, а елементи, характерні для культу Бхадрешвари — божества Мішону, всіляко нівелювалися. Таким чином, у південній Чампі культ богині По-Нагар (Бхагаваті) відокремився від культу Шиви (Бхадрешвари) та існував цілком самостійно.
За царя Індравармана I центр царської влади переміщується до нової столиці Вірапуру у області Пандуранга (місцезнаходження міста точно не відоме). Продовживши давню традицію, Індраварман заснував культ нового бога на ім'я Індрабхадрешвара. Коли у другій половині IX століття на троні зміцнилася нова Індрапурська династія, її засновник буддист Джайя Індраварман (він же Індраварман II) все ж продовжував поклонятися Бхадрешварі у Мішоні. Нові тексти показують еволюцію релігійних уявлень, які, спираючись на міфологію, оповідають про легітимність нової династії та перевагу Бхадрешвари над богинею По-Нагар з Каутхари.
Прихильники культів Бхадрешвари та По-Нагар намагалися довести велику «старовину» свого божества (для цієї мети адепти Бхадрешвари ввели до пантеону легендарного предка — царя Уроджу, посланого на землю самим Шивою). Історія лінгама Мішону змінилася, тепер він був дарований Шивою, і таким чином бог-покровитель Чампи постав особистим богом-покровителем «царя царів».
З цих пір богиня По-Нагар ще більш віддаляється від образу Шиви, вона визнається вкрай важливою, але другорядною як гаранта благоденства Чампи. У середині X століття, коли до влади через шлюб прийшов цар Бхадраварман II, він ввів культ божества Пракашабхадрешвари (свого далекого предка, який правив у середині VII століття). Тоді ж з'явився новий спільний культ бога, який оберігає царів Чампи (Бхадрешвари), та царських предків, яким поклонялися через бога Ішанешвару. Ці боги злилися у одному та стали новим богом-покровителем Чампи та чамських царів. Особливо шанували Ішанабхадрешвару у Мішоні.
З XI століття Чампа вела постійні війни з Дайв'єтом. Незважачи на це, обидва головних святилища країни продовжували отримувати щедрі жертвопринесення від царів та придворних сановників. Ішанабхадрешвара грав роль найголовнішого бога царів Чампи, а По-Нагар була берегинею землі та дуже могутнім земним божеством, яка уособлювала «землю-годувальницю». В ході боротьби з в'єтами та кхмерами чоловіче та жіноче божества поступово стали рівні. По-Нагар шанували навіть в'єти, які бачили у ній «богиню землі», яка насилає дощ (у 1069 році, нарівні з іншими чамськими божествами, в'єти звели По-Нагар у ранг духа-хранителя Дайв'єта).
Наприкінці XII століття Чампу захопили кхмери та багато храмів були зруйновані або розграбовані. У 1233 році цар Джайя Парамешвараварман II пожертвував храму у Каутхарі статую богині По-Нагар, а у 1234 році подарував храму у Мішоні срібну кошу з золотим ликом. Епіграфічних джерел, створених після XIV століття, збереглося небагато, але з них ясно, що існували обидва культи. У культі богині країни По-Нагар (Бхагаваті) були сконцентровані чамські вірування про землю, а за допомогою культа Шиви (Бхадрешвари) чамські царі перебували під небесним заступництвом. Поки Чампа залишалася сильною — обидва святилища процвітали, але з ослабленням держави та царської влади обидва храмових комплекси прийшли у занепад (храм По-Нагар у меншій мірі, оскільки знаходився на півдні, не захопленому в'єтами).

### Махаяна і ваджраяна

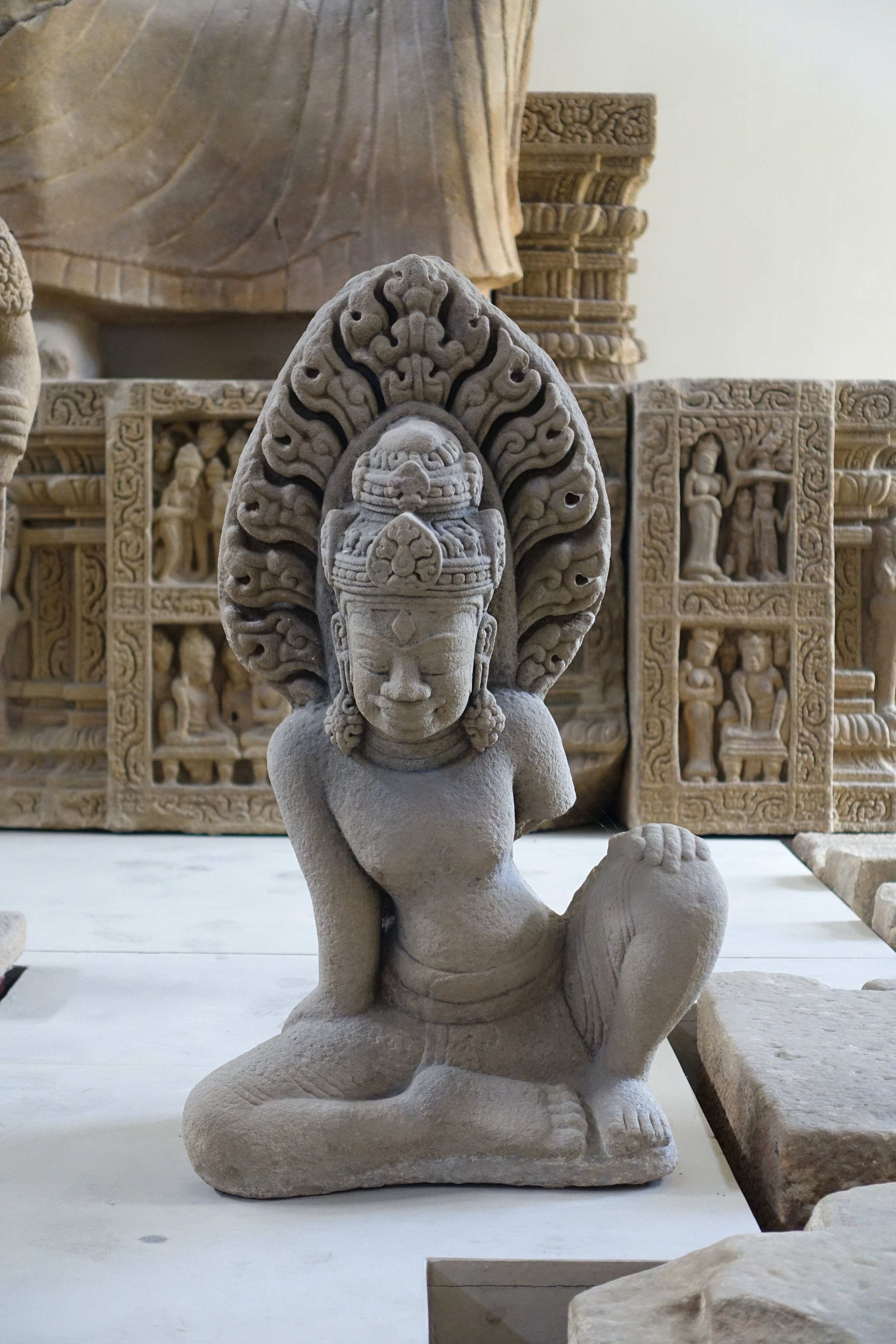
Буддійська скульптура з п'єдесталу з Донгзионгу. Кінець IX — почало X століття

Майже усі чамські царі знали настанови не лише індуїзму, але й буддизму. Археологічні знахідки свідчать, що буддизм поширився у Чампі одночасно з індуїзмом. Ані у написах, ані у іконографії Чампи немає ніяких свідоцтв існування у країні тхеравади, ця течія поширилася серед чамів набагато пізніше. У стародавні часи у Чампі існували лише махаяна і ваджраяна. Написи, що свідчать про обряди махаянського буддизму, з'являються у IX столітті та зникають у другій половині XII століття. Однак слід враховувати, що вплив буддизму проявився у написах дуже обмежено, тому що написи були у першу чергу інструментом царської влади, а вона сповідувала переважно індуїзм у формі шиваїзму.
Вплив буддизму на широкі верстви населення був значно більшим, ніж вплив на правлячу еліту, що доводять численні археологічні пам'ятники. У той же час у певні епохи і чамські царі були адептами буддизму, хоча і продовжували поклонятися Шиві у образі Бхадрешвари або Шамбхубхадрешвари. Деякі царі іменувалися чакравартінраджа («цар, що повертає колесо дхарми»), що свідчило про їх прихильність буддизму. Так, буддистом був засновник Індрапурської династії Джайя Індраварман, який у 875 році заснував у новій столиці монастир Авалокітешвари під назвою Лакшміндра Локешвара (сучасний Донгзионг). Після цього багато царів Індрапурської династії та їх придворнів протегували махаянським ченцям та монастирям.
Навіть після Індрапурської династії, що урвалася наприкінці X століття, буддизм як і раніше існував нарівні з індуїзмом, не суперничаючи з ним, а зайнявши своє місце у культурі чамської еліти. Бодхісаттва Авалокітешвара був широко представлений у різних зображеннях Чампи. У Донгзионзі (сучасний повіт Тхангбінь провінції Куангнам) були ступи, що, можливо, вказує на пізніший в'єтський вплив, позаяк у чамів не було традиції зводити такі споруди. Архітектура храмового комплексу говорить про кхмерський та яванський вплив, у скульптурі помітні китайські риси. Мабуть, буддизм у монастирі Донгзионгу був пронизаний іноземними запозиченнями.
У середині XI століття цар Джайя Парамешвараварман з Пандуранги заснував буддійський монастир, у 1080-х роках буддистом був цар з другої династії — Парамабодхісатва. За винятком кількох написів на санскриті, які вказують на різні форми махаяни та її перетворення у ваджраяну, більшість пам'ятників чамського буддизму неможливо точно датувати. Не відомі періоди створення навіть таких відомих культових місць, як комплекс печер "Мармурові гори" у Куангнамі та урочище Фонгня у північній частині Куангбіня. У Фонгні було знайдено багато теракотових медальйонів із зображеннями Будди, Авалокітешвари та якогось жіночого божества (можливо, Тари або Праджняпараміти).
Ваджраяна або тантричний буддизм поширився у Південно-Східній Азії між VIII та X століттями. Один з написів, зроблений на початку X століття у монастирі Прамудіта Локешвара, оповідає про те, що тут практикували таємні та символічні тантри. У чамській ваджраяні переважав культ трьох «головних» будд: Шак'ямуни, Амітабхи та Вайрочани, а також трьох «молодших» будд: Ваджрадхари, Локешвари та Ваджрасаттви. Багато тантричних вчень та практик існувало паралельно з шиваїзмом.

### Місцеві культи

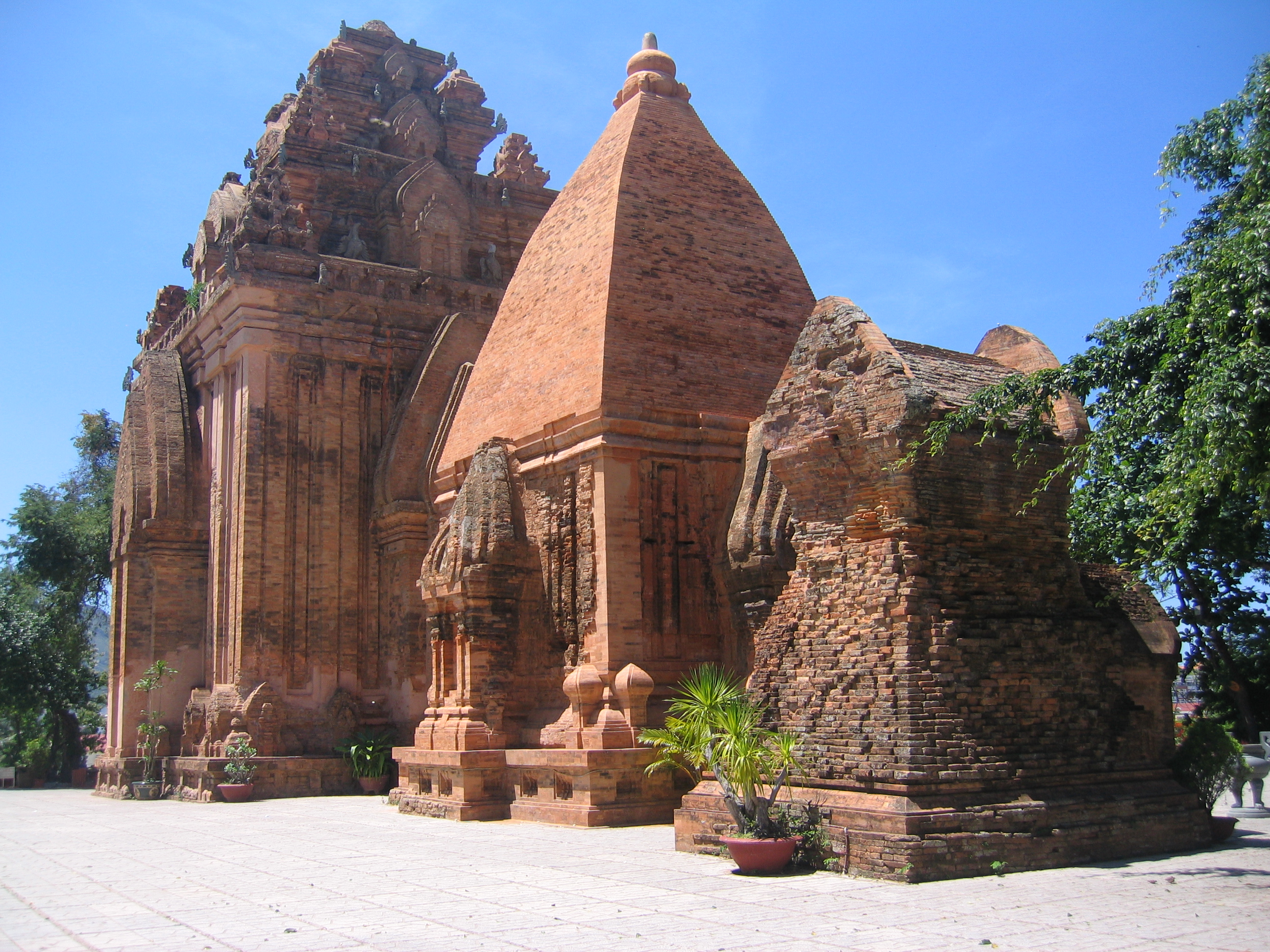
Храм По-Нагар

Найбільше слідів древніх місцевих культів та вірувань зберіглося у храмі По-Нагар у Нячанзі. Ці так звані «народні» вірування мирно співіснували з «офіційними» культами, що прийшли з Індії, протягом всієї історії Чампи.
У число місцевих культів Чампи входив анімізм, особливо віра у духів природи. Для давніх чамів були характерні страхи перед невідомістю та «злими силами», особливо страх перед джунглями — вмістищем насильства, хаосу та дикості. Чами протиставляли стародавні культи, пов'язані з дикою природою, з релігіями, поширеними на оброблюваних рівнинах та у містах. Характерним прикладом народних вірувань є написи, знайдені на жертовному глечику та блюді — «Хазяїну лісової гущавини».
Місцеві культи обожували силу землі у дереві або камені. Культ завжди був тісно пов'язаний з одним із місцевих божеств, яке, у свою чергу, пов'язувалося із правом на земельну ділянку. Камінь (в пізні періоди — лінгам) поливали маслом або пахощами, що повинно було забезпечити дощ та родючість у даній місцевості, яку і уособлював собою камінь. Завдяки таким церемоніям камінь сам ставав божеством, здатним впливати на духів природи. Також чами шанували духів предків, місцевих героїв та вбитих людей, духів водойм, лісів та каменів, що стояли окремо. Особливу роль грали духи землі.

### Культи богинь
У Чампі було широко поширене шанування богині-матері, богині землі, берегині країни та її мешканців. Цю роль виконувала Янг пу Нагара, або По-Нагар (у санскритських написах вона ототожнювалася з Бхагаваті). Її головне святилище знаходилося у Каутхарі (сучасне місто Нячанг), тому з VIII століття По-Нагар називали «богинею Каутхари». За традицією вона шанувалася у формі золотої або кам'яної статуї (оригінальну статую, прикрашену золотом та самоцвітами, у IX столітті викрали кхмери, які вторглися у Чампу). У XI столітті, коли у Каутхарі з'явилися перші тексти чамською мовою, її почали називати «богиня країни» або «богиня землі» (Янг пу Нагара).
З X століття культ богині По-Нагар вийшов за межі Каутхари та почав доповнювати культ бога-покровителя чамських царів Бхадрешвари, центром якого був Мішон. Відтепер це не був локальний (південний) культ, він перетворився у культ двох божеств, які оберігають усю країну. Навіть в'єти, що почали колонізацію північних земель Чампи, включили По-Нагар у свій великий пантеон (частково це було зроблено для того, щоб стримати невдоволення переможених та швидше асимілювати чамів на захоплених землях).
У XI столітті храм По-Нагар являв собою шанований усіма чамами релігійний центр. Пізніші тексти називали По-Нагар «Чорною володаркою», що знову ж таки свідчуть про тісний зв'язок богині з землею. Крім По-Нагар у Чампі шанували двох жіночих бодгісаттв — махаянську Праджняпараміту та тантричну Тару, яка втілювала жіночий образ співчуття. Деякі божества буддійського пантеону приймали жіночі форми і їм поклонялися у рамках культу предків.

### Культ предків

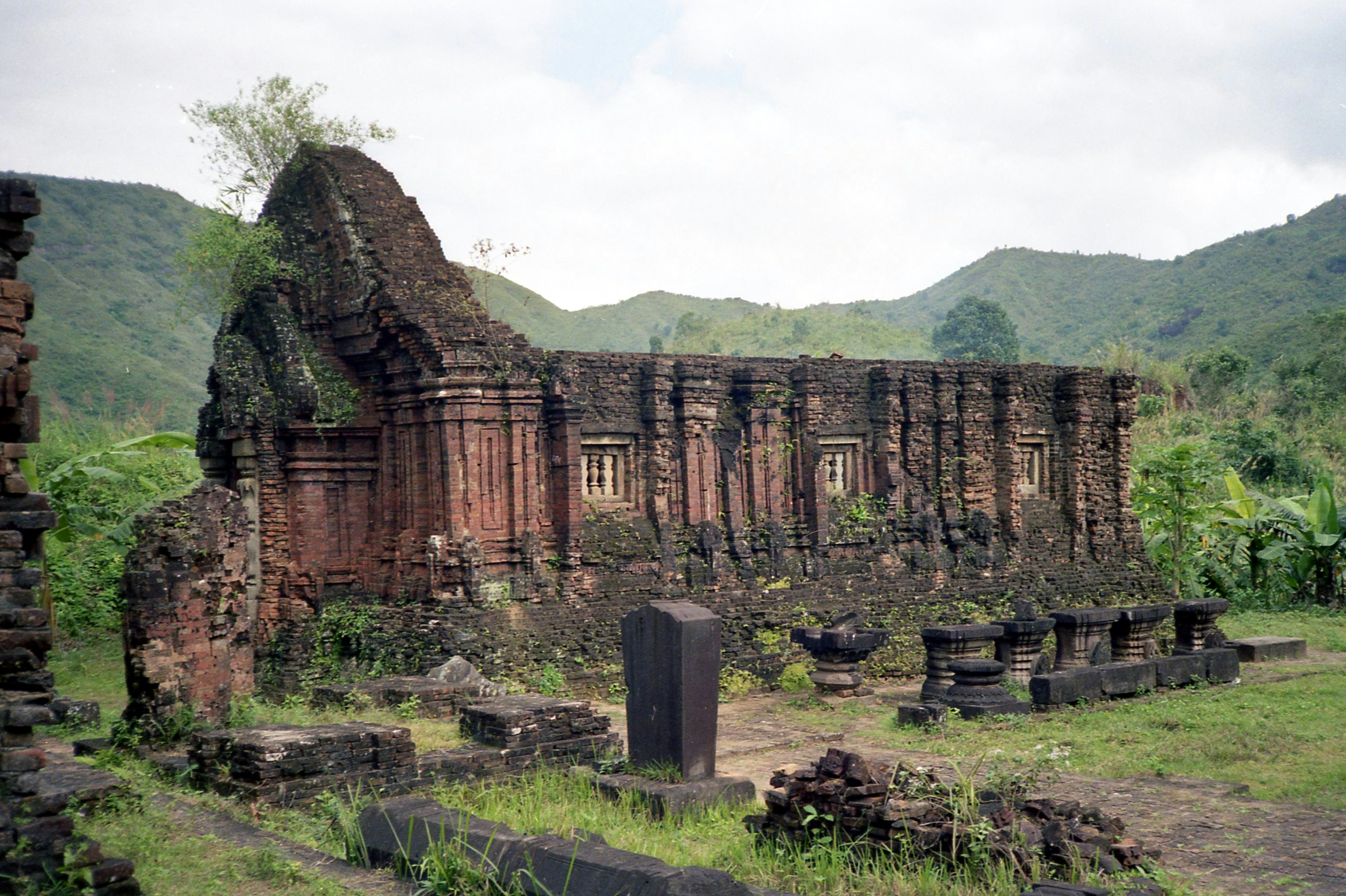
Руїни Мішона

Особливе місце у релігії чамів займали культи предків — засновників правлячих династій. Їх шанували у храмах нарівні з богами, на їх честь здійснювали церемонії з їх зображеннями. Уже в VII столітті у Мішоні нарівні з культом Бхадрешвари шанувались божества культу царських предків Ішанешвара та Прабхасешвара. У Сімхапурі існував храм на честь Кандарпадхармана — батька прабабусі одного з царів. Нащадки царя Пракашадхармана ввели культ божества Пракашабхадрешвари. Таким чином, царі, що змінювали один одного, були як би продовжувачами династичних предків, які були богами, що вийшли з лінгама.
Дружина засновника Індрапурської династії (875—989) Раджакула Харадеві запровадила в ужиток декілька культів: бога Індрапарамешвари (на честь свого покійного чоловіка Джайі Індравармана), бога Рудрапарамешвари (на честь свого батька Рудравармана) та богині Рудроми (на честь своєї матері). Племінник Харадеві заснував на честь тітки культ богині Харомадеві, а у середині XI століття один з чамських царів побудував на честь Харадеві буддійський монастир Раджакула. Усіх цих предків, обожених родичами та включених до чамського пантеону, втілювали у вигляді статуй, які володіли певною портретною схожістю з реальними прототипами.
З X століття у чамських написах зростає кількість згадок культу царських предків. Кожна правляча династія намагалася розповсюдити культ свого предка на усю Чампу. З'являються приклади культу предків у знатних родах, наближених до царського, які теж починають зводити святилища зі статуями, які зображують родоначальника династії. Родини звичайних чамів поклонялися предкам у себе вдома, але у силу специфіки їх житла ніяких слідів цього не зберіглося. Таким чином, у Чампі паралельно існували культ царських предків, яких вшановували по усій країні, та сімейний культ предків, що практикувався у оселях простолюдинів.
До Індрапурської династії примикало декілька бічних гілок, царських та княжих родів. Дружина одного з царів на ім'я Трібхуванадеві ввела культ, присвячений своїй бабці Врддхакулі (вона була молодшою сестрою невідомого на ім'я «цар царів» з Вішнупури). Сім'я Трібхуванадеві, поріднившись з Індрапурською династією, стала впливовим кланом, три її брати служили при дворі міністрами. Ці брати звели у Вішнупурі храм на честь Врддхакули, який поклав початок буддійському монастирю Врддхалокітешвара (це жіноча форма імені Авалокітешвара). Поступово культ царських предків набув територіальний характер та зводився до закріплення права на землю. Поклоніння божествам землі зливалося з поклонінням царським предкам, які протегували династії з даної місцевості.
Як тільки будь-яка династія припинялася, їх «божественні» предки-покровителі зникали з чамських написів (припинення згадок могло означати, що цим божествам більше не поклонялися, не будували їм святилища і не приносили жертви). Ще однією особливістю чамського культу предків були написи, що містиль прокльони для тих, хто зруйнує або призведе до спустошення дане святилище (зазвичай ці написи проклинали предків і нащадків тих, хто наважився переступити заборону).
Іншим проявом заупокійного культу, у якому перетиналися місцеві боги землі та індуїстські божества, були кути — могили засновників роду у вигляді кам'яних пам'ятників, що зображують предків. Покійні як би ототожнювались з кутами, які розміщувалися у центрі земельного володіння і символізували предків нинішніх власників уділу. Кожен такий пам'ятник був «серцем» уділу, а предки «підтверджували» права своїх нащадків на цю землю. У Чампі кути набули широкого поширення з XV століття і були, ймовірно, продовженням стародавнього культу предків та божеств-покровителів місцевості. Зазвичай кут ставився у центрі священної для сім'ї рисової чеки, з якої брався рис для храмових підношень. Таким чином, кути втілювали у собі як дух предків, так і божество землі, від якого залежала врожайність сімейного уділу. Пізніше у південній Чампі, що зберігал свою автономію, кути почали пов'язувати з родоводом по жіночій лінії.

### Похоронний культ
Згідно з китайськими джерелами, поховальні обряди чамів різнилися в залежності від місцевості. Мабуть, кремація практикувалася не скрізь. До того ж, кремація стосувалася лише брахманів, кшатріїв та придворних сановників, простолюдинів та дітей ховали у землі. Деякі чамські написи вказують на існування ритуалу саті — після смерті царя усіх його дружин спалювали на поховальному багатті, а їх залишки викидали в море, однак цей обряд був вкрай рідкісним.
Тіла померлих представників еліти на кілька днів виставляли для оплакування, а члени сім'ї у знак жалоби голили собі голови. Після кремації лобову кістку черепа розбивали на дев'ять шматків. Ці скалки прибирали у скриньку з дорогоцінного металу (клонг) і зберігали у родині, використовуючи під час обряду на честь покійних («поклоніння куту»). Клонги чоловіків стояли у східній частині будинку, а жінок — у західній.

### Російською мовою
- Брук С. И. Население мира. Этно-демографический справочник. — Москва: Наука, 1981.
- Деопик Д. В., Кузнецов А. И. Малые народы Индокитая. — Москва: Главная редакция восточной литературы издательства «Наука», 1983.
- Тхе Чинь Као. Традиционное жилище народов плато Тэйнгуен. — Москва: Институт этнологии и антропологии имени Н. Н. Миклухо-Маклая РАН, 1994.
- Чеснов Я. В. Историческая этнография стран Индокитая. — Москва: Главная редакция восточной литературы издательства «Наука», 1976.
- Анна-Валери Швейер. Древний Вьетнам. — Москва: Вече, 2014. — ISBN 978-5-9533-3838-7.
- Шпажников Г. А. Религии стран Юго-Восточной Азии. — Москва: Главная редакция восточной литературы издательства «Наука», 1980.

### Англійською мовою
- Peter Boomgaard. Southeast Asia: An Environmental History. — Santa Barbara, California: ABC-CLIO, 2007. — ISBN 978-1-85109-419-6.
- Michael A. Di Giovine. The Heritage-scape: UNESCO, World Heritage, and Tourism. — Lanham, Maryland: Lexington Books, 2008. — ISBN 978-0-7391-1434-6.
- Andrew David Hardy, Mauro Cucarzi, Patrizia Zolese. Champa and the Archaeology of Mỹ Sơn (Vietnam). — Singapore: NUS Press (National University of Singapore), 2009. — ISBN 978-9971-69-451-7.
- Charles Higham. Encyclopedia of Ancient Asian Civilizations. — New York City: Infobase Publishing, 2014. — ISBN 0-8160-4640-9.
- Bruce Lockhart, Tran Ky Phuong. The Cham of Vietnam: History, Society and Art. — Singapore: NUS Press (National University of Singapore), 2011. — ISBN 978-9971-69-459-3.
- James Minahan. Ethnic Groups of South Asia and the Pacific: An Encyclopedia. — Santa Barbara, California: ABC-CLIO, 2012. — ISBN 978-1-59884-659-1.
- James Minahan. Encyclopedia of the Stateless Nations: Ethnic and National Groups Around the World. Volume I A—C. — Santa Barbara, California: ABC-CLIO, 2002. — ISBN 0-313-32109-4.
- Gitesh Sharma. Traces of Indian Culture in Vietnam. — New Delhi, India: Rajkamal Prakashan Group, 2009. — ISBN 978-81-905401-4-8.
- Christopher Tadgell. The East: Buddhists, Hindus and the Sons of Heaven. — Abingdon-on-Thames: Routledge, 2015. — ISBN 978-0-415-40752-6.
- Spencer C. Tucker. The Encyclopedia of the Vietnam War: A Political, Social, and Military History. Second Edition. — Santa Barbara, California: ABC-CLIO, 2011. — ISBN 978-1-85109-961-0.
- Spencer C. Tucker. Vietnam. — Lexington, Kentucky: University Press of Kentucky, 1999. — ISBN 0-8131-2121-3.
- Barbara A. West. Encyclopedia of the Peoples of Asia and Oceania. — New York City: Infobase Publishing, 2010. — ISBN 978-0-8160-7109-8.

### Французькою мовою
- Jean-Francois Hubert. L'Art du Champa. — Parkstone Press International, 2013. — ISBN 978-1-78042-834-5.